# Llista d'asteroides (429001-430000)
Llista d'asteroides del 429.001 al 430.000, amb data de descoberta i descobridor. És un fragment de la llista d'asteroides completa. Als asteroides se'ls dona un número quan es confirma la seva òrbita, per tant apareixen llistats aproximadament segons la data de descobriment.

## 429001– 429100
| Nom    | Designació provisional | Data de descobriment   | Lloc de descobriment | Descobridor/s         |
| ------ | ---------------------- | ---------------------- | -------------------- | --------------------- |
| 429001 | 2009 BB38              | 30 de desembre de 2008 | Mount Lemmon         | Mt. Lemmon Survey     |
| 429002 | 2009 BP46              | 16 de gener de 2009    | Kitt Peak            | Spacewatch            |
| 429003 | 2009 BN51              | 22 de desembre de 2008 | Kitt Peak            | Spacewatch            |
| 429004 | 2009 BS51              | 16 de gener de 2009    | Mount Lemmon         | Mt. Lemmon Survey     |
| 429005 | 2009 BG52              | 1 de desembre de 2008  | Mount Lemmon         | Mt. Lemmon Survey     |
| 429006 | 2009 BA63              | 20 de gener de 2009    | Kitt Peak            | Spacewatch            |
| 429007 | 2009 BQ69              | 18 de gener de 2009    | Kitt Peak            | Spacewatch            |
| 429008 | 2009 BZ80              | 20 de gener de 2009    | Needville            | Dellinger, J.         |
| 429009 | 2009 BS85              | 22 de desembre de 2008 | Kitt Peak            | Spacewatch            |
| 429010 | 2009 BT93              | 15 de gener de 2009    | Kitt Peak            | Spacewatch            |
| 429011 | 2009 BL98              | 1 de gener de 2009     | Kitt Peak            | Spacewatch            |
| 429012 | 2009 BV101             | 29 de gener de 2009    | Mount Lemmon         | Mt. Lemmon Survey     |
| 429013 | 2009 BX103             | 25 de gener de 2009    | Kitt Peak            | Spacewatch            |
| 429014 | 2009 BC105             | 25 de gener de 2009    | Kitt Peak            | Spacewatch            |
| 429015 | 2009 BQ109             | 23 de novembre de 2008 | Mount Lemmon         | Mt. Lemmon Survey     |
| 429016 | 2009 BY113             | 2 de gener de 2009     | Mount Lemmon         | Mt. Lemmon Survey     |
| 429017 | 2009 BZ113             | 26 de gener de 2009    | Mount Lemmon         | Mt. Lemmon Survey     |
| 429018 | 2009 BV114             | 9 d'octubre de 2007    | Kitt Peak            | Spacewatch            |
| 429019 | 2009 BS127             | 29 de gener de 2009    | Kitt Peak            | Spacewatch            |
| 429020 | 2009 BU130             | 31 de gener de 2009    | Mount Lemmon         | Mt. Lemmon Survey     |
| 429021 | 2009 BB136             | 29 de gener de 2009    | Kitt Peak            | Spacewatch            |
| 429022 | 2009 BU138             | 30 de desembre de 2008 | Mount Lemmon         | Mt. Lemmon Survey     |
| 429023 | 2009 BY148             | 31 de gener de 2009    | Kitt Peak            | Spacewatch            |
| 429024 | 2009 BX155             | 31 de gener de 2009    | Kitt Peak            | Spacewatch            |
| 429025 | 2009 BN156             | 31 de gener de 2009    | Kitt Peak            | Spacewatch            |
| 429026 | 2009 BK163             | 17 de gener de 2009    | Kitt Peak            | Spacewatch            |
| 429027 | 2009 BS165             | 31 de gener de 2009    | Kitt Peak            | Spacewatch            |
| 429028 | 2009 BB172             | 18 de gener de 2009    | Catalina             | CSS                   |
| 429029 | 2009 BH178             | 17 de gener de 2009    | Kitt Peak            | Spacewatch            |
| 429030 | 2009 BQ182             | 18 de gener de 2009    | Kitt Peak            | Spacewatch            |
| 429031 | 2009 CJ4               | 11 de febrer de 2009   | Calar Alto           | Hormuth, F.           |
| 429032 | 2009 CN4               | 12 de febrer de 2009   | Calar Alto           | Hormuth, F.           |
| 429033 | 2009 CF5               | 13 de febrer de 2009   | Calar Alto           | Hormuth, F.           |
| 429034 | 2009 CG23              | 18 de gener de 2009    | Kitt Peak            | Spacewatch            |
| 429035 | 2009 CU25              | 17 de gener de 2009    | Kitt Peak            | Spacewatch            |
| 429036 | 2009 CZ37              | 17 de setembre de 2006 | Kitt Peak            | Spacewatch            |
| 429037 | 2009 CW40              | 30 de desembre de 2008 | Mount Lemmon         | Mt. Lemmon Survey     |
| 429038 | 2009 CG42              | 13 de febrer de 2009   | Kitt Peak            | Spacewatch            |
| 429039 | 2009 CW42              | 14 de febrer de 2009   | Kitt Peak            | Spacewatch            |
| 429040 | 2009 CR49              | 1 de febrer de 2009    | Kitt Peak            | Spacewatch            |
| 429041 | 2009 CB52              | 24 de novembre de 2008 | Mount Lemmon         | Mt. Lemmon Survey     |
| 429042 | 2009 CG54              | 18 de gener de 2009    | Mount Lemmon         | Mt. Lemmon Survey     |
| 429043 | 2009 CC60              | 30 d'octubre de 2008   | Kitt Peak            | Spacewatch            |
| 429044 | 2009 CY62              | 2 de febrer de 2009    | Catalina             | CSS                   |
| 429045 | 2009 DP1               | 16 de febrer de 2009   | Dauban               | Kugel, F.             |
| 429046 | 2009 DC2               | 16 de febrer de 2009   | Dauban               | Kugel, F.             |
| 429047 | 2009 DK2               | 16 de febrer de 2009   | Dauban               | Kugel, F.             |
| 429048 | 2009 DR4               | 3 de febrer de 2009    | Mount Lemmon         | Mt. Lemmon Survey     |
| 429049 | 2009 DU11              | 17 de gener de 2009    | Mount Lemmon         | Mt. Lemmon Survey     |
| 429050 | 2009 DW21              | 14 de novembre de 2007 | Mount Lemmon         | Mt. Lemmon Survey     |
| 429051 | 2009 DH46              | 20 de febrer de 2009   | Mount Lemmon         | Mt. Lemmon Survey     |
| 429052 | 2009 DE52              | 22 de febrer de 2009   | Kitt Peak            | Spacewatch            |
| 429053 | 2009 DP55              | 22 de febrer de 2009   | Kitt Peak            | Spacewatch            |
| 429054 | 2009 DY61              | 22 de febrer de 2009   | Kitt Peak            | Spacewatch            |
| 429055 | 2009 DS68              | 22 de febrer de 2009   | Catalina             | CSS                   |
| 429056 | 2009 DG70              | 26 de febrer de 2009   | Catalina             | CSS                   |
| 429057 | 2009 DE110             | 19 de febrer de 2009   | Catalina             | CSS                   |
| 429058 | 2009 DV118             | 27 de febrer de 2009   | Kitt Peak            | Spacewatch            |
| 429059 | 2009 DR122             | 19 de febrer de 2009   | Kitt Peak            | Spacewatch            |
| 429060 | 2009 DS122             | 27 de febrer de 2009   | Kitt Peak            | Spacewatch            |
| 429061 | 2009 EP5               | 31 de març de 2004     | Kitt Peak            | Spacewatch            |
| 429062 | 2009 EB31              | 1 de març de 2009      | Bisei SG Center      | BATTeRS               |
| 429063 | 2009 FK4               | 18 de març de 2009     | Pla D'Arguines       | Ferrando, R.          |
| 429064 | 2009 FQ19              | 20 de febrer de 2009   | Kitt Peak            | Spacewatch            |
| 429065 | 2009 FY33              | 16 de gener de 2009    | Kitt Peak            | Spacewatch            |
| 429066 | 2009 FF62              | 28 de febrer de 2009   | Kitt Peak            | Spacewatch            |
| 429067 | 2009 FA75              | 29 de març de 2009     | Socorro              | LINEAR                |
| 429068 | 2009 HM8               | 17 d'abril de 2009     | Kitt Peak            | Spacewatch            |
| 429069 | 2009 HP31              | 19 d'abril de 2009     | Kitt Peak            | Spacewatch            |
| 429070 | 2009 HR67              | 27 d'abril de 2009     | Tzec Maun            | Elenin, L.            |
| 429071 | 2009 HM85              | 29 d'abril de 2009     | Kitt Peak            | Spacewatch            |
| 429072 | 2009 KT20              | 29 de maig de 2009     | Mount Lemmon         | Mt. Lemmon Survey     |
| 429073 | 2009 ND1               | 13 de juliol de 2009   | Cerro Burek          | Cerro Burek           |
| 429074 | 2009 OD5               | 20 d'octubre de 2006   | Mount Lemmon         | Mt. Lemmon Survey     |
| 429075 | 2009 OY9               | 28 de juliol de 2009   | Catalina             | CSS                   |
| 429076 | 2009 OF14              | 28 de juliol de 2009   | Catalina             | CSS                   |
| 429077 | 2009 PP16              | 15 d'agost de 2009     | Kitt Peak            | Spacewatch            |
| 429078 | 2009 PA19              | 15 d'agost de 2009     | Kitt Peak            | Spacewatch            |
| 429079 | 2009 QK23              | 16 d'agost de 2009     | La Sagra             | OAM                   |
| 429080 | 2009 QW44              | 27 d'agost de 2009     | Catalina             | CSS                   |
| 429081 | 2009 QX57              | 4 d'octubre de 2005    | Catalina             | CSS                   |
| 429082 | 2009 RW7               | 12 de setembre de 2009 | Kitt Peak            | Spacewatch            |
| 429083 | 2009 RP8               | 12 de setembre de 2009 | Kitt Peak            | Spacewatch            |
| 429084 | 2009 RN27              | 13 de setembre de 2009 | ESA OGS              | ESA OGS               |
| 429085 | 2009 RW29              | 14 de setembre de 2009 | Kitt Peak            | Spacewatch            |
| 429086 | 2009 RG42              | 15 de setembre de 2009 | Kitt Peak            | Spacewatch            |
| 429087 | 2009 RX42              | 15 de setembre de 2009 | Kitt Peak            | Spacewatch            |
| 429088 | 2009 RU43              | 15 de setembre de 2009 | Kitt Peak            | Spacewatch            |
| 429089 | 2009 RN45              | 15 de setembre de 2009 | Kitt Peak            | Spacewatch            |
| 429090 | 2009 RQ47              | 15 de setembre de 2009 | Kitt Peak            | Spacewatch            |
| 429091 | 2009 RJ51              | 15 de setembre de 2009 | Kitt Peak            | Spacewatch            |
| 429092 | 2009 RP59              | 10 de setembre de 2009 | Catalina             | CSS                   |
| 429093 | 2009 RU68              | 15 de setembre de 2009 | Kitt Peak            | Spacewatch            |
| 429094 | 2009 SG2               | 18 de setembre de 2009 | Siding Spring        | Siding Spring Survey  |
| 429095 | 2009 SU8               | 16 de setembre de 2009 | Kitt Peak            | Spacewatch            |
| 429096 | 2009 SB10              | 16 de setembre de 2009 | Mount Lemmon         | Mt. Lemmon Survey     |
| 429097 | 2009 SJ19              | 22 de setembre de 2009 | Taunus               | Karge, S., Zimmer, U. |
| 429098 | 2009 SN21              | 22 de setembre de 2009 | Bergisch Gladbach    | Bickel, W.            |
| 429099 | 2009 SD36              | 1 de setembre de 2005  | Kitt Peak            | Spacewatch            |
| 429100 | 2009 SB39              | 16 de setembre de 2009 | Kitt Peak            | Spacewatch            |

## 429101– 429200
| Nom    | Designació provisional | Data de descobriment   | Lloc de descobriment | Descobridor/s        |
| ------ | ---------------------- | ---------------------- | -------------------- | -------------------- |
| 429101 | 2009 SV42              | 16 de setembre de 2009 | Kitt Peak            | Spacewatch           |
| 429102 | 2009 SZ45              | 18 d'agost de 2009     | Catalina             | CSS                  |
| 429103 | 2009 SN57              | 17 de setembre de 2009 | Kitt Peak            | Spacewatch           |
| 429104 | 2009 SL70              | 17 de setembre de 2009 | Kitt Peak            | Spacewatch           |
| 429105 | 2009 SQ73              | 17 d'agost de 2009     | Kitt Peak            | Spacewatch           |
| 429106 | 2009 SJ79              | 13 d'octubre de 2005   | Kitt Peak            | Spacewatch           |
| 429107 | 2009 SU136             | 18 de setembre de 2009 | Kitt Peak            | Spacewatch           |
| 429108 | 2009 SY145             | 16 d'agost de 2009     | Kitt Peak            | Spacewatch           |
| 429109 | 2009 SR156             | 14 de setembre de 2009 | Socorro              | LINEAR               |
| 429110 | 2009 SO163             | 21 de setembre de 2009 | Catalina             | CSS                  |
| 429111 | 2009 SQ173             | 11 de setembre de 2009 | Catalina             | CSS                  |
| 429112 | 2009 SE192             | 22 de setembre de 2009 | Kitt Peak            | Spacewatch           |
| 429113 | 2009 SJ197             | 22 de setembre de 2009 | Kitt Peak            | Spacewatch           |
| 429114 | 2009 SU202             | 22 de setembre de 2009 | Kitt Peak            | Spacewatch           |
| 429115 | 2009 SK219             | 11 de juliol de 2005   | Kitt Peak            | Spacewatch           |
| 429116 | 2009 SZ224             | 25 de setembre de 2009 | Kitt Peak            | Spacewatch           |
| 429117 | 2009 SF236             | 2 d'agost de 2009      | Siding Spring        | Siding Spring Survey |
| 429118 | 2009 SC243             | 21 de setembre de 2009 | La Sagra             | OAM                  |
| 429119 | 2009 SS265             | 23 de setembre de 2009 | Mount Lemmon         | Mt. Lemmon Survey    |
| 429120 | 2009 SW267             | 23 de setembre de 2009 | Zelenchukskaya Stn   | Kryachko, T. V.      |
| 429121 | 2009 SM278             | 25 de setembre de 2009 | Kitt Peak            | Spacewatch           |
| 429122 | 2009 SG296             | 27 de setembre de 2009 | Kitt Peak            | Spacewatch           |
| 429123 | 2009 SK297             | 28 de setembre de 2009 | Catalina             | CSS                  |
| 429124 | 2009 SV304             | 16 d'agost de 2009     | Kitt Peak            | Spacewatch           |
| 429125 | 2009 SX329             | 18 d'agost de 2009     | Catalina             | CSS                  |
| 429126 | 2009 SJ334             | 20 de setembre de 2009 | Kitt Peak            | Spacewatch           |
| 429127 | 2009 SS335             | 21 de setembre de 2009 | Kitt Peak            | Spacewatch           |
| 429128 | 2009 SC339             | 21 de setembre de 2009 | Catalina             | CSS                  |
| 429129 | 2009 SP341             | 26 de setembre de 2009 | Kitt Peak            | Spacewatch           |
| 429130 | 2009 SO345             | 19 de setembre de 2009 | Kitt Peak            | Spacewatch           |
| 429131 | 2009 SJ354             | 20 de setembre de 2009 | Mount Lemmon         | Mt. Lemmon Survey    |
| 429132 | 2009 SZ355             | 23 de setembre de 2009 | Mount Lemmon         | Mt. Lemmon Survey    |
| 429133 | 2009 SO361             | 28 de setembre de 2009 | Kitt Peak            | Spacewatch           |
| 429134 | 2009 TP5               | 11 d'octubre de 2009   | Mount Lemmon         | Mt. Lemmon Survey    |
| 429135 | 2009 TW6               | 23 de setembre de 2009 | Mount Lemmon         | Mt. Lemmon Survey    |
| 429136 | 2009 TJ8               | 13 d'octubre de 2009   | Vallemare Borbona    | Casulli, V. S.       |
| 429137 | 2009 TA9               | 12 d'octubre de 2009   | La Sagra             | OAM                  |
| 429138 | 2009 TY24              | 14 d'octubre de 2009   | Catalina             | CSS                  |
| 429139 | 2009 TA40              | 27 de setembre de 2009 | Catalina             | CSS                  |
| 429140 | 2009 TW46              | 13 d'octubre de 2009   | La Sagra             | OAM                  |
| 429141 | 2009 UV9               | 6 de novembre de 2005  | Mount Lemmon         | Mt. Lemmon Survey    |
| 429142 | 2009 UP33              | 18 d'octubre de 2009   | Mount Lemmon         | Mt. Lemmon Survey    |
| 429143 | 2009 UX34              | 21 d'octubre de 2009   | Mount Lemmon         | Mt. Lemmon Survey    |
| 429144 | 2009 UH44              | 18 d'octubre de 2009   | Mount Lemmon         | Mt. Lemmon Survey    |
| 429145 | 2009 UV57              | 23 d'octubre de 2009   | Mount Lemmon         | Mt. Lemmon Survey    |
| 429146 | 2009 UD83              | 23 d'octubre de 2009   | Mount Lemmon         | Mt. Lemmon Survey    |
| 429147 | 2009 UA91              | 30 de setembre de 2009 | Mount Lemmon         | Mt. Lemmon Survey    |
| 429148 | 2009 UX94              | 28 de setembre de 2009 | Catalina             | CSS                  |
| 429149 | 2009 UU102             | 19 de setembre de 2009 | Mount Lemmon         | Mt. Lemmon Survey    |
| 429150 | 2009 UE105             | 25 d'octubre de 2009   | Mount Lemmon         | Mt. Lemmon Survey    |
| 429151 | 2009 UD110             | 19 de setembre de 2009 | Mount Lemmon         | Mt. Lemmon Survey    |
| 429152 | 2009 UY110             | 21 de setembre de 2009 | Mount Lemmon         | Mt. Lemmon Survey    |
| 429153 | 2009 UK114             | 12 de setembre de 2009 | Kitt Peak            | Spacewatch           |
| 429154 | 2009 UO120             | 23 d'octubre de 2009   | Mount Lemmon         | Mt. Lemmon Survey    |
| 429155 | 2009 UR121             | 16 de setembre de 2009 | Catalina             | CSS                  |
| 429156 | 2009 UB128             | 20 de setembre de 2009 | Mount Lemmon         | Mt. Lemmon Survey    |
| 429157 | 2009 UC129             | 24 d'octubre de 2009   | Socorro              | LINEAR               |
| 429158 | 2009 UX137             | 15 de setembre de 2009 | Kitt Peak            | Spacewatch           |
| 429159 | 2009 UJ149             | 25 d'octubre de 2009   | Kitt Peak            | Spacewatch           |
| 429160 | 2009 UY152             | 23 d'octubre de 2009   | Kitt Peak            | Spacewatch           |
| 429161 | 2009 US154             | 2 d'octubre de 2009    | Mount Lemmon         | Mt. Lemmon Survey    |
| 429162 | 2009 VW2               | 9 de novembre de 2009  | Socorro              | LINEAR               |
| 429163 | 2009 VY16              | 8 de novembre de 2009  | Mount Lemmon         | Mt. Lemmon Survey    |
| 429164 | 2009 VL21              | 9 de novembre de 2009  | Mount Lemmon         | Mt. Lemmon Survey    |
| 429165 | 2009 VU21              | 9 de novembre de 2009  | Mount Lemmon         | Mt. Lemmon Survey    |
| 429166 | 2009 VT26              | 8 de novembre de 2009  | Kitt Peak            | Spacewatch           |
| 429167 | 2009 VN30              | 9 de novembre de 2009  | Mount Lemmon         | Mt. Lemmon Survey    |
| 429168 | 2009 VD51              | 15 de novembre de 2009 | Catalina             | CSS                  |
| 429169 | 2009 VT52              | 24 d'octubre de 2009   | Kitt Peak            | Spacewatch           |
| 429170 | 2009 VA60              | 28 de setembre de 2009 | Mount Lemmon         | Mt. Lemmon Survey    |
| 429171 | 2009 VY65              | 9 de novembre de 2009  | Kitt Peak            | Spacewatch           |
| 429172 | 2009 VO69              | 20 de setembre de 2009 | Mount Lemmon         | Mt. Lemmon Survey    |
| 429173 | 2009 VE72              | 9 de novembre de 2009  | Catalina             | CSS                  |
| 429174 | 2009 VY72              | 11 de novembre de 2009 | Kitt Peak            | Spacewatch           |
| 429175 | 2009 VR75              | 13 de novembre de 2009 | La Sagra             | OAM                  |
| 429176 | 2009 VV80              | 15 de novembre de 2009 | Catalina             | CSS                  |
| 429177 | 2009 VB82              | 20 de setembre de 2009 | Mount Lemmon         | Mt. Lemmon Survey    |
| 429178 | 2009 VO89              | 11 de novembre de 2009 | Kitt Peak            | Spacewatch           |
| 429179 | 2009 VE96              | 22 de setembre de 2009 | Mount Lemmon         | Mt. Lemmon Survey    |
| 429180 | 2009 VW100             | 3 de novembre de 2005  | Mount Lemmon         | Mt. Lemmon Survey    |
| 429181 | 2009 VC109             | 9 de novembre de 2009  | Mount Lemmon         | Mt. Lemmon Survey    |
| 429182 | 2009 VC111             | 10 de novembre de 2009 | Kitt Peak            | Spacewatch           |
| 429183 | 2009 WZ6               | 8 de novembre de 2009  | Kitt Peak            | Spacewatch           |
| 429184 | 2009 WY9               | 12 d'octubre de 2009   | Mount Lemmon         | Mt. Lemmon Survey    |
| 429185 | 2009 WH15              | 16 de novembre de 2009 | Mount Lemmon         | Mt. Lemmon Survey    |
| 429186 | 2009 WR28              | 8 de novembre de 2009  | Kitt Peak            | Spacewatch           |
| 429187 | 2009 WX32              | 21 de desembre de 2005 | Kitt Peak            | Spacewatch           |
| 429188 | 2009 WL33              | 8 de novembre de 2009  | Kitt Peak            | Spacewatch           |
| 429189 | 2009 WN39              | 20 de setembre de 2009 | Mount Lemmon         | Mt. Lemmon Survey    |
| 429190 | 2009 WN40              | 30 de setembre de 2009 | Mount Lemmon         | Mt. Lemmon Survey    |
| 429191 | 2009 WL53              | 9 de novembre de 2009  | Catalina             | CSS                  |
| 429192 | 2009 WM53              | 17 de novembre de 2009 | Catalina             | CSS                  |
| 429193 | 2009 WO78              | 18 de novembre de 2009 | Kitt Peak            | Spacewatch           |
| 429194 | 2009 WL83              | 19 de novembre de 2009 | Kitt Peak            | Spacewatch           |
| 429195 | 2009 WU88              | 19 de novembre de 2009 | Kitt Peak            | Spacewatch           |
| 429196 | 2009 WM89              | 19 de novembre de 2009 | Kitt Peak            | Spacewatch           |
| 429197 | 2009 WR102             | 9 de novembre de 2009  | Catalina             | CSS                  |
| 429198 | 2009 WV115             | 14 d'octubre de 2009   | Mount Lemmon         | Mt. Lemmon Survey    |
| 429199 | 2009 WP118             | 8 de novembre de 2009  | Kitt Peak            | Spacewatch           |
| 429200 | 2009 WP122             | 19 de març de 2007     | Catalina             | CSS                  |

## 429201– 429300
| Nom    | Designació provisional | Data de descobriment   | Lloc de descobriment | Descobridor/s     |
| ------ | ---------------------- | ---------------------- | -------------------- | ----------------- |
| 429201 | 2009 WQ126             | 20 de novembre de 2009 | Kitt Peak            | Spacewatch        |
| 429202 | 2009 WP165             | 9 de novembre de 2009  | Kitt Peak            | Spacewatch        |
| 429203 | 2009 WB168             | 22 de novembre de 2009 | Kitt Peak            | Spacewatch        |
| 429204 | 2009 WK168             | 22 de novembre de 2009 | Kitt Peak            | Spacewatch        |
| 429205 | 2009 WG186             | 24 de novembre de 2009 | Mount Lemmon         | Mt. Lemmon Survey |
| 429206 | 2009 WT190             | 29 de novembre de 2005 | Kitt Peak            | Spacewatch        |
| 429207 | 2009 WK194             | 21 de setembre de 2009 | Mount Lemmon         | Mt. Lemmon Survey |
| 429208 | 2009 WD195             | 18 de novembre de 2009 | Mount Lemmon         | Mt. Lemmon Survey |
| 429209 | 2009 WZ196             | 25 de novembre de 2009 | Catalina             | CSS               |
| 429210 | 2009 WC207             | 22 d'octubre de 2009   | Mount Lemmon         | Mt. Lemmon Survey |
| 429211 | 2009 WR218             | 15 d'abril de 2007     | Kitt Peak            | Spacewatch        |
| 429212 | 2009 WC226             | 27 d'octubre de 2009   | Kitt Peak            | Spacewatch        |
| 429213 | 2009 WD233             | 12 d'octubre de 2009   | Mount Lemmon         | Mt. Lemmon Survey |
| 429214 | 2009 WX247             | 22 de gener de 2006    | Mount Lemmon         | Mt. Lemmon Survey |
| 429215 | 2009 WW256             | 24 de novembre de 2009 | Kitt Peak            | Spacewatch        |
| 429216 | 2009 WY262             | 23 de novembre de 2009 | Mount Lemmon         | Mt. Lemmon Survey |
| 429217 | 2009 WW263             | 23 de novembre de 2009 | Kitt Peak            | Spacewatch        |
| 429218 | 2009 XK17              | 28 de setembre de 2009 | Kitt Peak            | Spacewatch        |
| 429219 | 2009 XU18              | 15 de desembre de 2009 | Mount Lemmon         | Mt. Lemmon Survey |
| 429220 | 2009 XZ22              | 10 de desembre de 2009 | Mount Lemmon         | Mt. Lemmon Survey |
| 429221 | 2009 XG24              | 12 de desembre de 2009 | Socorro              | LINEAR            |
| 429222 | 2009 YQ11              | 18 de desembre de 2009 | Mount Lemmon         | Mt. Lemmon Survey |
| 429223 | 2009 YS13              | 18 de desembre de 2009 | Mount Lemmon         | Mt. Lemmon Survey |
| 429224 | 2009 YJ16              | 19 de desembre de 2009 | Mount Lemmon         | Mt. Lemmon Survey |
| 429225 | 2009 YC24              | 16 de desembre de 2009 | Socorro              | LINEAR            |
| 429226 | 2009 YL25              | 18 de desembre de 2009 | Kitt Peak            | Spacewatch        |
| 429227 | 2010 AE7               | 17 de novembre de 2009 | Mount Lemmon         | Mt. Lemmon Survey |
| 429228 | 2010 AB20              | 19 de desembre de 2009 | Kitt Peak            | Spacewatch        |
| 429229 | 2010 AA37              | 10 de març de 2005     | Catalina             | CSS               |
| 429230 | 2010 AK37              | 7 de gener de 2010     | Kitt Peak            | Spacewatch        |
| 429231 | 2010 AZ40              | 5 de gener de 2010     | Kitt Peak            | Spacewatch        |
| 429232 | 2010 AJ41              | 6 de gener de 2010     | Kitt Peak            | Spacewatch        |
| 429233 | 2010 AB42              | 6 de gener de 2010     | Kitt Peak            | Spacewatch        |
| 429234 | 2010 AK45              | 17 de desembre de 2009 | Kitt Peak            | Spacewatch        |
| 429235 | 2010 AK51              | 8 de gener de 2010     | Kitt Peak            | Spacewatch        |
| 429236 | 2010 AT52              | 19 de desembre de 2009 | Kitt Peak            | Spacewatch        |
| 429237 | 2010 AB60              | 6 de gener de 2010     | Catalina             | CSS               |
| 429238 | 2010 AN70              | 20 de desembre de 2009 | Kitt Peak            | Spacewatch        |
| 429239 | 2010 AR75              | 8 de gener de 2010     | Catalina             | CSS               |
| 429240 | 2010 AL76              | 14 de gener de 2010    | Gnosca               | Sposetti, S.      |
| 429241 | 2010 AP77              | 12 de gener de 2010    | Catalina             | CSS               |
| 429242 | 2010 AC86              | 7 d'octubre de 2007    | Mount Lemmon         | Mt. Lemmon Survey |
| 429243 | 2010 AF86              | 8 de gener de 2010     | WISE                 | WISE              |
| 429244 | 2010 AF89              | 8 de gener de 2010     | WISE                 | WISE              |
| 429245 | 2010 AQ105             | 12 de gener de 2010    | WISE                 | WISE              |
| 429246 | 2010 AW105             | 12 de gener de 2010    | WISE                 | WISE              |
| 429247 | 2010 AR107             | 12 de gener de 2010    | WISE                 | WISE              |
| 429248 | 2010 AW125             | 14 de gener de 2010    | WISE                 | WISE              |
| 429249 | 2010 BR7               | 17 de març de 2004     | Kitt Peak            | Spacewatch        |
| 429250 | 2010 BP15              | 17 de gener de 2010    | WISE                 | WISE              |
| 429251 | 2010 BJ25              | 17 de gener de 2010    | WISE                 | WISE              |
| 429252 | 2010 BU36              | 18 de gener de 2010    | WISE                 | WISE              |
| 429253 | 2010 BF61              | 21 de gener de 2010    | WISE                 | WISE              |
| 429254 | 2010 BU63              | 20 de març de 2004     | Kitt Peak            | Spacewatch        |
| 429255 | 2010 BY68              | 21 d'agost de 2006     | Kitt Peak            | Spacewatch        |
| 429256 | 2010 BW71              | 23 de gener de 2010    | WISE                 | WISE              |
| 429257 | 2010 BM73              | 23 de gener de 2010    | WISE                 | WISE              |
| 429258 | 2010 BX73              | 30 de desembre de 2008 | Mount Lemmon         | Mt. Lemmon Survey |
| 429259 | 2010 BA78              | 17 de març de 2004     | Kitt Peak            | Spacewatch        |
| 429260 | 2010 BB79              | 11 d'octubre de 2006   | Kitt Peak            | Spacewatch        |
| 429261 | 2010 BE81              | 25 de gener de 2010    | WISE                 | WISE              |
| 429262 | 2010 CZ1               | 21 de novembre de 2009 | Mount Lemmon         | Mt. Lemmon Survey |
| 429263 | 2010 CJ12              | 12 de febrer de 2010   | Mayhill              | Lowe, A.          |
| 429264 | 2010 CO14              | 10 de febrer de 2010   | WISE                 | WISE              |
| 429265 | 2010 CW15              | 10 de febrer de 2010   | WISE                 | WISE              |
| 429266 | 2010 CQ28              | 9 de febrer de 2010    | Kitt Peak            | Spacewatch        |
| 429267 | 2010 CB31              | 9 de febrer de 2010    | Kitt Peak            | Spacewatch        |
| 429268 | 2010 CL40              | 13 de febrer de 2010   | Mount Lemmon         | Mt. Lemmon Survey |
| 429269 | 2010 CB41              | 13 de febrer de 2010   | Mount Lemmon         | Mt. Lemmon Survey |
| 429270 | 2010 CZ50              | 13 de febrer de 2010   | WISE                 | WISE              |
| 429271 | 2010 CU63              | 9 de febrer de 2010    | Kitt Peak            | Spacewatch        |
| 429272 | 2010 CA67              | 10 de febrer de 2010   | Kitt Peak            | Spacewatch        |
| 429273 | 2010 CV67              | 10 de febrer de 2010   | Kitt Peak            | Spacewatch        |
| 429274 | 2010 CG75              | 13 de febrer de 2010   | Mount Lemmon         | Mt. Lemmon Survey |
| 429275 | 2010 CY94              | 14 de febrer de 2010   | Kitt Peak            | Spacewatch        |
| 429276 | 2010 CM98              | 14 de febrer de 2010   | Mount Lemmon         | Mt. Lemmon Survey |
| 429277 | 2010 CA101             | 12 de gener de 2010    | Kitt Peak            | Spacewatch        |
| 429278 | 2010 CG104             | 14 de febrer de 2010   | Kitt Peak            | Spacewatch        |
| 429279 | 2010 CC115             | 19 de desembre de 2004 | Mount Lemmon         | Mt. Lemmon Survey |
| 429280 | 2010 CB125             | 15 de febrer de 2010   | Kitt Peak            | Spacewatch        |
| 429281 | 2010 CQ132             | 15 de febrer de 2010   | WISE                 | WISE              |
| 429282 | 2010 CR139             | 9 de febrer de 2010    | Catalina             | CSS               |
| 429283 | 2010 CT142             | 9 de febrer de 2010    | Kitt Peak            | Spacewatch        |
| 429284 | 2010 CR143             | 18 de desembre de 2009 | Mount Lemmon         | Mt. Lemmon Survey |
| 429285 | 2010 CX144             | 13 de febrer de 2010   | Mount Lemmon         | Mt. Lemmon Survey |
| 429286 | 2010 CZ144             | 12 de gener de 2010    | Mount Lemmon         | Mt. Lemmon Survey |
| 429287 | 2010 CR145             | 14 de febrer de 2010   | Catalina             | CSS               |
| 429288 | 2010 CD146             | 2 d'abril de 2006      | Kitt Peak            | Spacewatch        |
| 429289 | 2010 CV147             | 13 de febrer de 2010   | Mount Lemmon         | Mt. Lemmon Survey |
| 429290 | 2010 CZ150             | 21 de desembre de 2008 | Catalina             | CSS               |
| 429291 | 2010 CH152             | 14 de febrer de 2010   | Kitt Peak            | Spacewatch        |
| 429292 | 2010 CZ155             | 9 de febrer de 2010    | Kitt Peak            | Spacewatch        |
| 429293 | 2010 CC161             | 12 de febrer de 2004   | Kitt Peak            | Spacewatch        |
| 429294 | 2010 CU164             | 10 de febrer de 2010   | Kitt Peak            | Spacewatch        |
| 429295 | 2010 CQ180             | 13 de febrer de 2010   | Catalina             | CSS               |
| 429296 | 2010 CO183             | 10 de setembre de 2007 | Kitt Peak            | Spacewatch        |
| 429297 | 2010 CB218             | 16 d'abril de 2004     | Kitt Peak            | Spacewatch        |
| 429298 | 2010 CB220             | 8 de febrer de 2010    | WISE                 | WISE              |
| 429299 | 2010 CV229             | 9 de febrer de 2010    | WISE                 | WISE              |
| 429300 | 2010 DA1               | 19 de desembre de 2009 | Kitt Peak            | Spacewatch        |

## 429301– 429400
| Nom    | Designació provisional | Data de descobriment   | Lloc de descobriment | Descobridor/s        |
| ------ | ---------------------- | ---------------------- | -------------------- | -------------------- |
| 429301 | 2010 DC14              | 17 de febrer de 2010   | WISE                 | WISE                 |
| 429302 | 2010 DU16              | 16 de febrer de 2010   | WISE                 | WISE                 |
| 429303 | 2010 DG17              | 15 d'octubre de 2007   | Kitt Peak            | Spacewatch           |
| 429304 | 2010 DA19              | 16 de febrer de 2010   | WISE                 | WISE                 |
| 429305 | 2010 DH21              | 17 de febrer de 2010   | WISE                 | WISE                 |
| 429306 | 2010 DM38              | 16 de febrer de 2010   | Mount Lemmon         | Mt. Lemmon Survey    |
| 429307 | 2010 DX45              | 17 de febrer de 2010   | Kitt Peak            | Spacewatch           |
| 429308 | 2010 DY45              | 17 de febrer de 2010   | Kitt Peak            | Spacewatch           |
| 429309 | 2010 DM77              | 19 de febrer de 2010   | LightBuckets         | LightBuckets         |
| 429310 | 2010 DW91              | 23 de març de 2006     | Catalina             | CSS                  |
| 429311 | 2010 EU20              | 14 de febrer de 2010   | Mount Lemmon         | Mt. Lemmon Survey    |
| 429312 | 2010 EN30              | 10 de març de 2010     | Bergisch Gladbach    | Bickel, W.           |
| 429313 | 2010 EZ32              | 4 de març de 2010      | Kitt Peak            | Spacewatch           |
| 429314 | 2010 ED40              | 12 de març de 2010     | Catalina             | CSS                  |
| 429315 | 2010 EP69              | 13 de març de 2010     | Catalina             | CSS                  |
| 429316 | 2010 EU70              | 13 de gener de 2010    | WISE                 | WISE                 |
| 429317 | 2010 EE71              | 12 de març de 2010     | Mount Lemmon         | Mt. Lemmon Survey    |
| 429318 | 2010 EO72              | 13 de març de 2010     | Mount Lemmon         | Mt. Lemmon Survey    |
| 429319 | 2010 EP72              | 13 de març de 2010     | Mount Lemmon         | Mt. Lemmon Survey    |
| 429320 | 2010 EA81              | 19 de novembre de 2008 | Kitt Peak            | Spacewatch           |
| 429321 | 2010 EL84              | 13 de març de 2010     | Kitt Peak            | Spacewatch           |
| 429322 | 2010 EF86              | 14 de gener de 2010    | WISE                 | WISE                 |
| 429323 | 2010 EA88              | 11 de gener de 2010    | Kitt Peak            | Spacewatch           |
| 429324 | 2010 EH89              | 14 de març de 2010     | Kitt Peak            | Spacewatch           |
| 429325 | 2010 EB90              | 14 de març de 2010     | Kitt Peak            | Spacewatch           |
| 429326 | 2010 EF99              | 14 de març de 2010     | Kitt Peak            | Spacewatch           |
| 429327 | 2010 EY99              | 26 de setembre de 2006 | Kitt Peak            | Spacewatch           |
| 429328 | 2010 EZ106             | 12 de març de 2010     | Kitt Peak            | Spacewatch           |
| 429329 | 2010 ED113             | 14 de març de 2010     | Kitt Peak            | Spacewatch           |
| 429330 | 2010 EO125             | 16 de febrer de 2010   | Catalina             | CSS                  |
| 429331 | 2010 ET127             | 13 de març de 2010     | Catalina             | CSS                  |
| 429332 | 2010 EZ129             | 13 de març de 2010     | Kitt Peak            | Spacewatch           |
| 429333 | 2010 EZ130             | 14 de març de 2010     | Kitt Peak            | Spacewatch           |
| 429334 | 2010 EM132             | 12 de març de 2010     | Kitt Peak            | Spacewatch           |
| 429335 | 2010 EQ133             | 14 de març de 2010     | Kitt Peak            | Spacewatch           |
| 429336 | 2010 EZ142             | 13 de març de 2010     | Kitt Peak            | Spacewatch           |
| 429337 | 2010 EM143             | 2 de novembre de 2007  | Kitt Peak            | Spacewatch           |
| 429338 | 2010 FO12              | 15 de setembre de 2007 | Kitt Peak            | Spacewatch           |
| 429339 | 2010 FP12              | 16 de març de 2010     | Kitt Peak            | Spacewatch           |
| 429340 | 2010 FW15              | 18 de març de 2010     | Kitt Peak            | Spacewatch           |
| 429341 | 2010 FN18              | 18 de març de 2010     | Mount Lemmon         | Mt. Lemmon Survey    |
| 429342 | 2010 FN20              | 18 de març de 2010     | Mount Lemmon         | Mt. Lemmon Survey    |
| 429343 | 2010 FM25              | 11 de setembre de 2007 | Mount Lemmon         | Mt. Lemmon Survey    |
| 429344 | 2010 FA26              | 19 de març de 2010     | Mount Lemmon         | Mt. Lemmon Survey    |
| 429345 | 2010 FX28              | 20 de desembre de 2009 | Mount Lemmon         | Mt. Lemmon Survey    |
| 429346 | 2010 FO54              | 12 de març de 2010     | Mount Lemmon         | Mt. Lemmon Survey    |
| 429347 | 2010 FR55              | 25 de març de 2010     | Mount Lemmon         | Mt. Lemmon Survey    |
| 429348 | 2010 FN83              | 19 de març de 2010     | Mount Lemmon         | Mt. Lemmon Survey    |
| 429349 | 2010 FY83              | 23 de març de 2010     | Mount Lemmon         | Mt. Lemmon Survey    |
| 429350 | 2010 FS89              | 18 de març de 2010     | Mount Lemmon         | Mt. Lemmon Survey    |
| 429351 | 2010 FS95              | 26 de març de 2010     | Kitt Peak            | Spacewatch           |
| 429352 | 2010 FT96              | 12 de setembre de 2007 | Mount Lemmon         | Mt. Lemmon Survey    |
| 429353 | 2010 GJ24              | 15 de març de 2010     | Mount Lemmon         | Mt. Lemmon Survey    |
| 429354 | 2010 GE28              | 31 de gener de 2010    | WISE                 | WISE                 |
| 429355 | 2010 GN29              | 15 de setembre de 2007 | Mount Lemmon         | Mt. Lemmon Survey    |
| 429356 | 2010 GA65              | 8 d'abril de 2010      | Catalina             | CSS                  |
| 429357 | 2010 GS66              | 9 d'abril de 2010      | Catalina             | CSS                  |
| 429358 | 2010 GS73              | 14 d'abril de 2010     | WISE                 | WISE                 |
| 429359 | 2010 GX97              | 10 d'abril de 2010     | Kitt Peak            | Spacewatch           |
| 429360 | 2010 GH99              | 4 d'abril de 2010      | Kitt Peak            | Spacewatch           |
| 429361 | 2010 GF121             | 22 de gener de 2010    | WISE                 | WISE                 |
| 429362 | 2010 GQ122             | 28 de gener de 2010    | WISE                 | WISE                 |
| 429363 | 2010 GZ138             | 10 d'octubre de 2007   | Kitt Peak            | Spacewatch           |
| 429364 | 2010 GC142             | 14 de març de 2005     | Mount Lemmon         | Mt. Lemmon Survey    |
| 429365 | 2010 GW160             | 15 d'abril de 2010     | Mount Lemmon         | Mt. Lemmon Survey    |
| 429366 | 2010 GH173             | 18 de setembre de 2007 | Kitt Peak            | Spacewatch           |
| 429367 | 2010 HD13              | 6 de gener de 2010     | Catalina             | CSS                  |
| 429368 | 2010 HC59              | 10 de gener de 2010    | Kitt Peak            | Spacewatch           |
| 429369 | 2010 JO1               | 4 de maig de 2010      | Kitt Peak            | Spacewatch           |
| 429370 | 2010 JM16              | 23 de març de 2006     | Kitt Peak            | Spacewatch           |
| 429371 | 2010 JH75              | 3 de febrer de 2010    | WISE                 | WISE                 |
| 429372 | 2010 JY87              | 13 de maig de 2010     | Mount Lemmon         | Mt. Lemmon Survey    |
| 429373 | 2010 JP114             | 9 de febrer de 2010    | WISE                 | WISE                 |
| 429374 | 2010 JT148             | 14 de maig de 2001     | Kitt Peak            | Spacewatch           |
| 429375 | 2010 JC155             | 8 de maig de 2010      | Mount Lemmon         | Mt. Lemmon Survey    |
| 429376 | 2010 KD128             | 22 de maig de 2010     | Mount Lemmon         | Mt. Lemmon Survey    |
| 429377 | 2010 LP24              | 20 de març de 2010     | Mount Lemmon         | Mt. Lemmon Survey    |
| 429378 | 2010 LZ31              | 6 de juny de 2010      | WISE                 | WISE                 |
| 429379 | 2010 LL64              | 24 de novembre de 2008 | Mount Lemmon         | Mt. Lemmon Survey    |
| 429380 | 2010 MC5               | 16 de febrer de 2007   | Catalina             | CSS                  |
| 429381 | 2010 NZ65              | 30 de desembre de 2007 | Kitt Peak            | Spacewatch           |
| 429382 | 2010 NW117             | 8 de juliol de 2010    | Kitt Peak            | Spacewatch           |
| 429383 | 2010 OV62              | 29 de gener de 2010    | WISE                 | WISE                 |
| 429384 | 2010 ON70              | 29 de gener de 2010    | WISE                 | WISE                 |
| 429385 | 2010 OM79              | 31 de gener de 2010    | WISE                 | WISE                 |
| 429386 | 2010 ON86              | 1 de febrer de 2010    | WISE                 | WISE                 |
| 429387 | 2010 OH116             | 16 de juny de 2010     | Kitt Peak            | Spacewatch           |
| 429388 | 2010 OD123             | 8 de novembre de 2007  | Kitt Peak            | Spacewatch           |
| 429389 | 2010 PR10              | 6 d'agost de 2010      | Siding Spring        | Siding Spring Survey |
| 429390 | 2010 PF70              | 19 de desembre de 2003 | Socorro              | LINEAR               |
| 429391 | 2010 PW77              | 12 d'agost de 2010     | Kitt Peak            | Spacewatch           |
| 429392 | 2010 PU78              | 14 d'agost de 2010     | Kitt Peak            | Spacewatch           |
| 429393 | 2010 RT12              | 1 de setembre de 2010  | Socorro              | LINEAR               |
| 429394 | 2010 RJ47              | 13 de gener de 2008    | Kitt Peak            | Spacewatch           |
| 429395 | 2010 RK49              | 4 de setembre de 2010  | Socorro              | LINEAR               |
| 429396 | 2010 RL58              | 13 d'agost de 2010     | Kitt Peak            | Spacewatch           |
| 429397 | 2010 RB78              | 6 d'octubre de 2000    | Anderson Mesa        | LONEOS               |
| 429398 | 2010 RE78              | 19 de setembre de 2003 | Campo Imperatore     | CINEOS               |
| 429399 | 2010 RK103             | 10 de setembre de 2010 | Kitt Peak            | Spacewatch           |
| 429400 | 2010 RC128             | 7 de novembre de 2007  | Mount Lemmon         | Mt. Lemmon Survey    |

## 429401– 429500
| Nom    | Designació provisional | Data de descobriment   | Lloc de descobriment | Descobridor/s     |
| ------ | ---------------------- | ---------------------- | -------------------- | ----------------- |
| 429401 | 2010 RC166             | 10 de setembre de 2010 | Kitt Peak            | Spacewatch        |
| 429402 | 2010 SZ38              | 8 de setembre de 2010  | Kitt Peak            | Spacewatch        |
| 429403 | 2010 TC2               | 28 de desembre de 2007 | Kitt Peak            | Spacewatch        |
| 429404 | 2010 TJ18              | 2 de novembre de 2007  | Kitt Peak            | Spacewatch        |
| 429405 | 2010 TE48              | 9 de febrer de 2008    | Kitt Peak            | Spacewatch        |
| 429406 | 2010 TK95              | 4 de març de 2008      | Mount Lemmon         | Mt. Lemmon Survey |
| 429407 | 2010 TQ105             | 5 de desembre de 2007  | Kitt Peak            | Spacewatch        |
| 429408 | 2010 TB116             | 9 d'octubre de 2010    | Catalina             | CSS               |
| 429409 | 2010 TA138             | 11 d'octubre de 2010   | Mount Lemmon         | Mt. Lemmon Survey |
| 429410 | 2010 TZ138             | 11 d'octubre de 2010   | Mount Lemmon         | Mt. Lemmon Survey |
| 429411 | 2010 TW140             | 21 d'octubre de 2003   | Kitt Peak            | Spacewatch        |
| 429412 | 2010 TP146             | 16 de setembre de 2010 | Mount Lemmon         | Mt. Lemmon Survey |
| 429413 | 2010 TS146             | 16 de gener de 2005    | Kitt Peak            | Spacewatch        |
| 429414 | 2010 TO176             | 9 d'octubre de 2010    | Catalina             | CSS               |
| 429415 | 2010 TY176             | 16 de novembre de 2003 | Catalina             | CSS               |
| 429416 | 2010 TU181             | 1 d'octubre de 2000    | Socorro              | LINEAR            |
| 429417 | 2010 UU5               | 18 de gener de 2008    | Mount Lemmon         | Mt. Lemmon Survey |
| 429418 | 2010 UT10              | 17 d'octubre de 2010   | Mount Lemmon         | Mt. Lemmon Survey |
| 429419 | 2010 UD13              | 6 de setembre de 1999  | Kitt Peak            | Spacewatch        |
| 429420 | 2010 UW22              | 26 de novembre de 2003 | Kitt Peak            | Spacewatch        |
| 429421 | 2010 UD41              | 12 de febrer de 2008   | Kitt Peak            | Spacewatch        |
| 429422 | 2010 UM51              | 28 d'octubre de 2010   | Kitt Peak            | Spacewatch        |
| 429423 | 2010 US52              | 13 d'octubre de 2010   | Mount Lemmon         | Mt. Lemmon Survey |
| 429424 | 2010 UZ60              | 31 de desembre de 2007 | Mount Lemmon         | Mt. Lemmon Survey |
| 429425 | 2010 UX62              | 30 d'octubre de 2010   | Catalina             | CSS               |
| 429426 | 2010 UT65              | 30 de desembre de 2007 | Kitt Peak            | Spacewatch        |
| 429427 | 2010 UO70              | 28 de febrer de 2008   | Mount Lemmon         | Mt. Lemmon Survey |
| 429428 | 2010 UX74              | 19 de desembre de 2007 | Mount Lemmon         | Mt. Lemmon Survey |
| 429429 | 2010 UV77              | 13 d'octubre de 2010   | Mount Lemmon         | Mt. Lemmon Survey |
| 429430 | 2010 UT93              | 13 d'octubre de 2010   | Mount Lemmon         | Mt. Lemmon Survey |
| 429431 | 2010 UX101             | 19 d'octubre de 2003   | Kitt Peak            | Spacewatch        |
| 429432 | 2010 VZ14              | 1 de novembre de 2010  | Kitt Peak            | Spacewatch        |
| 429433 | 2010 VF16              | 21 d'agost de 2006     | Kitt Peak            | Spacewatch        |
| 429434 | 2010 VT22              | 12 d'octubre de 2010   | Mount Lemmon         | Mt. Lemmon Survey |
| 429435 | 2010 VE31              | 3 de novembre de 2010  | Mount Lemmon         | Mt. Lemmon Survey |
| 429436 | 2010 VF32              | 11 d'octubre de 2010   | Catalina             | CSS               |
| 429437 | 2010 VN45              | 22 de setembre de 1995 | Kitt Peak            | Spacewatch        |
| 429438 | 2010 VL54              | 28 de gener de 2004    | Kitt Peak            | Spacewatch        |
| 429439 | 2010 VE56              | 19 de novembre de 2003 | Kitt Peak            | Spacewatch        |
| 429440 | 2010 VR61              | 10 de gener de 1997    | Kitt Peak            | Spacewatch        |
| 429441 | 2010 VW71              | 12 de gener de 2008    | Mount Lemmon         | Mt. Lemmon Survey |
| 429442 | 2010 VV79              | 3 de novembre de 2010  | Mount Lemmon         | Mt. Lemmon Survey |
| 429443 | 2010 VP83              | 29 de març de 2008     | Kitt Peak            | Spacewatch        |
| 429444 | 2010 VS100             | 18 de desembre de 2007 | Mount Lemmon         | Mt. Lemmon Survey |
| 429445 | 2010 VU111             | 30 de novembre de 2003 | Kitt Peak            | Spacewatch        |
| 429446 | 2010 VU114             | 14 de gener de 2008    | Kitt Peak            | Spacewatch        |
| 429447 | 2010 VG118             | 10 d'octubre de 1999   | Socorro              | LINEAR            |
| 429448 | 2010 VL124             | 18 de desembre de 2007 | Mount Lemmon         | Mt. Lemmon Survey |
| 429449 | 2010 VA127             | 11 de gener de 2008    | Mount Lemmon         | Mt. Lemmon Survey |
| 429450 | 2010 VK131             | 11 de novembre de 2007 | Mount Lemmon         | Mt. Lemmon Survey |
| 429451 | 2010 VX159             | 8 de febrer de 2008    | Kitt Peak            | Spacewatch        |
| 429452 | 2010 VG161             | 10 de novembre de 2010 | Kitt Peak            | Spacewatch        |
| 429453 | 2010 VS172             | 19 de gener de 2004    | Kitt Peak            | Spacewatch        |
| 429454 | 2010 VW172             | 25 de setembre de 2006 | Kitt Peak            | Spacewatch        |
| 429455 | 2010 VP189             | 10 de març de 2008     | Kitt Peak            | Spacewatch        |
| 429456 | 2010 VD205             | 19 d'octubre de 2010   | Mount Lemmon         | Mt. Lemmon Survey |
| 429457 | 2010 VG213             | 31 d'octubre de 2010   | Kitt Peak            | Spacewatch        |
| 429458 | 2010 VR215             | 25 de juliol de 2003   | Campo Imperatore     | CINEOS            |
| 429459 | 2010 VK216             | 9 de febrer de 2008    | Mount Lemmon         | Mt. Lemmon Survey |
| 429460 | 2010 VQ216             | 1 de novembre de 2010  | Kitt Peak            | Spacewatch        |
| 429461 | 2010 WD28              | 29 d'octubre de 2010   | Kitt Peak            | Spacewatch        |
| 429462 | 2010 WA31              | 28 de febrer de 2008   | Kitt Peak            | Spacewatch        |
| 429463 | 2010 WY39              | 10 de gener de 2008    | Mount Lemmon         | Mt. Lemmon Survey |
| 429464 | 2010 WK52              | 21 de desembre de 2003 | Kitt Peak            | Spacewatch        |
| 429465 | 2010 WY54              | 11 de novembre de 2010 | Kitt Peak            | Spacewatch        |
| 429466 | 2010 WW64              | 2 d'octubre de 2006    | Kitt Peak            | Spacewatch        |
| 429467 | 2010 WQ69              | 10 de novembre de 2010 | Mount Lemmon         | Mt. Lemmon Survey |
| 429468 | 2010 XK17              | 7 de novembre de 2010  | Mount Lemmon         | Mt. Lemmon Survey |
| 429469 | 2010 XW17              | 18 de novembre de 2006 | Mount Lemmon         | Mt. Lemmon Survey |
| 429470 | 2010 XA49              | 13 d'octubre de 2006   | Kitt Peak            | Spacewatch        |
| 429471 | 2010 XE56              | 8 de febrer de 2008    | Kitt Peak            | Spacewatch        |
| 429472 | 2010 XT66              | 19 de desembre de 2003 | Socorro              | LINEAR            |
| 429473 | 2010 XC67              | 28 de desembre de 2003 | Kitt Peak            | Spacewatch        |
| 429474 | 2010 XB71              | 13 de novembre de 2010 | Mount Lemmon         | Mt. Lemmon Survey |
| 429475 | 2010 YS2               | 17 de setembre de 2006 | Kitt Peak            | Spacewatch        |
| 429476 | 2011 AA1               | 6 de desembre de 2010  | Mount Lemmon         | Mt. Lemmon Survey |
| 429477 | 2011 AD6               | 28 de març de 2008     | Mount Lemmon         | Mt. Lemmon Survey |
| 429478 | 2011 AV7               | 10 de novembre de 2006 | Kitt Peak            | Spacewatch        |
| 429479 | 2011 AR15              | 29 d'octubre de 2003   | Kitt Peak            | Spacewatch        |
| 429480 | 2011 AR18              | 8 de gener de 2011     | Mount Lemmon         | Mt. Lemmon Survey |
| 429481 | 2011 AU20              | 26 de desembre de 2006 | Kitt Peak            | Spacewatch        |
| 429482 | 2011 AD21              | 17 de setembre de 2009 | Mount Lemmon         | Mt. Lemmon Survey |
| 429483 | 2011 AA22              | 23 d'octubre de 2005   | Catalina             | CSS               |
| 429484 | 2011 AU30              | 14 d'abril de 2004     | Kitt Peak            | Spacewatch        |
| 429485 | 2011 AF31              | 9 de gener de 2011     | Kitt Peak            | Spacewatch        |
| 429486 | 2011 AO32              | 21 d'octubre de 2006   | Kitt Peak            | Spacewatch        |
| 429487 | 2011 AX35              | 17 de novembre de 2006 | Kitt Peak            | Spacewatch        |
| 429488 | 2011 AX40              | 27 de novembre de 2006 | Mount Lemmon         | Mt. Lemmon Survey |
| 429489 | 2011 AD44              | 8 de desembre de 2010  | Mount Lemmon         | Mt. Lemmon Survey |
| 429490 | 2011 AH44              | 10 de gener de 2011    | Kitt Peak            | Spacewatch        |
| 429491 | 2011 AL44              | 17 de novembre de 2006 | Kitt Peak            | Spacewatch        |
| 429492 | 2011 AZ52              | 1 de desembre de 2006  | Kitt Peak            | Spacewatch        |
| 429493 | 2011 AF53              | 11 de gener de 2011    | Kitt Peak            | Spacewatch        |
| 429494 | 2011 AB54              | 1 de desembre de 2006  | Mount Lemmon         | Mt. Lemmon Survey |
| 429495 | 2011 AA56              | 16 d'agost de 2009     | Kitt Peak            | Spacewatch        |
| 429496 | 2011 AT57              | 27 de novembre de 2006 | Kitt Peak            | Spacewatch        |
| 429497 | 2011 AX57              | 5 de desembre de 2010  | Mount Lemmon         | Mt. Lemmon Survey |
| 429498 | 2011 AK58              | 21 d'octubre de 2006   | Kitt Peak            | Spacewatch        |
| 429499 | 2011 AG68              | 14 de gener de 2011    | Kitt Peak            | Spacewatch        |
| 429500 | 2011 AX68              | 13 de desembre de 2006 | Mount Lemmon         | Mt. Lemmon Survey |

## 429501– 429600
| Nom    | Designació provisional | Data de descobriment   | Lloc de descobriment | Descobridor/s          |
| ------ | ---------------------- | ---------------------- | -------------------- | ---------------------- |
| 429501 | 2011 AQ76              | 9 de gener de 2011     | Kitt Peak            | Spacewatch             |
| 429502 | 2011 BZ2               | 3 de març de 2000      | Socorro              | LINEAR                 |
| 429503 | 2011 BP3               | 18 de març de 2004     | Socorro              | LINEAR                 |
| 429504 | 2011 BN9               | 15 de novembre de 2010 | Mount Lemmon         | Mt. Lemmon Survey      |
| 429505 | 2011 BM12              | 6 d'octubre de 2005    | Kitt Peak            | Spacewatch             |
| 429506 | 2011 BS13              | 8 de gener de 2011     | Mount Lemmon         | Mt. Lemmon Survey      |
| 429507 | 2011 BH15              | 16 de setembre de 2009 | Mount Lemmon         | Mt. Lemmon Survey      |
| 429508 | 2011 BO17              | 25 de gener de 2011    | Kitt Peak            | Spacewatch             |
| 429509 | 2011 BE18              | 2 de febrer de 2008    | Kitt Peak            | Spacewatch             |
| 429510 | 2011 BR20              | 11 de març de 2008     | Mount Lemmon         | Mt. Lemmon Survey      |
| 429511 | 2011 BG21              | 9 de gener de 2007     | Mount Lemmon         | Mt. Lemmon Survey      |
| 429512 | 2011 BM25              | 2 de novembre de 2010  | Mount Lemmon         | Mt. Lemmon Survey      |
| 429513 | 2011 BO26              | 13 de desembre de 2006 | Mount Lemmon         | Mt. Lemmon Survey      |
| 429514 | 2011 BC28              | 17 de novembre de 2006 | Mount Lemmon         | Mt. Lemmon Survey      |
| 429515 | 2011 BU30              | 21 de desembre de 2006 | Kitt Peak            | Spacewatch             |
| 429516 | 2011 BA32              | 8 de gener de 2007     | Mount Lemmon         | Mt. Lemmon Survey      |
| 429517 | 2011 BG37              | 17 de setembre de 2009 | Kitt Peak            | Spacewatch             |
| 429518 | 2011 BG48              | 12 de desembre de 2006 | Kitt Peak            | Spacewatch             |
| 429519 | 2011 BB52              | 20 de febrer de 2007   | XuYi                 | PMO NEO Survey Program |
| 429520 | 2011 BG53              | 17 de novembre de 2006 | Kitt Peak            | Spacewatch             |
| 429521 | 2011 BB63              | 29 de juliol de 2008   | Kitt Peak            | Spacewatch             |
| 429522 | 2011 BU63              | 8 de febrer de 2007    | Kitt Peak            | Spacewatch             |
| 429523 | 2011 BV65              | 21 de desembre de 2006 | Kitt Peak            | Spacewatch             |
| 429524 | 2011 BZ70              | 8 d'agost de 2004      | Socorro              | LINEAR                 |
| 429525 | 2011 BN78              | 9 de desembre de 2006  | Kitt Peak            | Spacewatch             |
| 429526 | 2011 BK80              | 27 de gener de 2007    | Mount Lemmon         | Mt. Lemmon Survey      |
| 429527 | 2011 BL80              | 27 d'octubre de 2009   | Mount Lemmon         | Mt. Lemmon Survey      |
| 429528 | 2011 BO81              | 6 de novembre de 2010  | Kitt Peak            | Spacewatch             |
| 429529 | 2011 BN87              | 17 de gener de 2007    | Kitt Peak            | Spacewatch             |
| 429530 | 2011 BG92              | 29 de juliol de 2009   | Kitt Peak            | Spacewatch             |
| 429531 | 2011 BN95              | 13 de desembre de 2006 | Kitt Peak            | Spacewatch             |
| 429532 | 2011 BW95              | 28 de juliol de 2008   | Siding Spring        | Siding Spring Survey   |
| 429533 | 2011 BM114             | 8 de febrer de 2000    | Kitt Peak            | Spacewatch             |
| 429534 | 2011 BM116             | 31 de març de 2004     | Kitt Peak            | Spacewatch             |
| 429535 | 2011 BH132             | 16 de març de 2004     | Kitt Peak            | Spacewatch             |
| 429536 | 2011 BS133             | 8 de març de 2008      | Mount Lemmon         | Mt. Lemmon Survey      |
| 429537 | 2011 BB141             | 8 de gener de 2011     | Mount Lemmon         | Mt. Lemmon Survey      |
| 429538 | 2011 CM1               | 23 d'abril de 2004     | Socorro              | LINEAR                 |
| 429539 | 2011 CS1               | 20 d'abril de 2004     | Socorro              | LINEAR                 |
| 429540 | 2011 CL3               | 14 de desembre de 2006 | Kitt Peak            | Spacewatch             |
| 429541 | 2011 CB4               | 25 d'abril de 2004     | Kitt Peak            | Spacewatch             |
| 429542 | 2011 CF5               | 9 de desembre de 2010  | Mount Lemmon         | Mt. Lemmon Survey      |
| 429543 | 2011 CG7               | 15 de novembre de 2010 | Mount Lemmon         | Mt. Lemmon Survey      |
| 429544 | 2011 CM9               | 28 de gener de 2007    | Mount Lemmon         | Mt. Lemmon Survey      |
| 429545 | 2011 CL16              | 14 de març de 2007     | Anderson Mesa        | LONEOS                 |
| 429546 | 2011 CU17              | 1 de novembre de 2005  | Mount Lemmon         | Mt. Lemmon Survey      |
| 429547 | 2011 CD18              | 10 de desembre de 2010 | Mount Lemmon         | Mt. Lemmon Survey      |
| 429548 | 2011 CF28              | 6 de desembre de 2010  | Mount Lemmon         | Mt. Lemmon Survey      |
| 429549 | 2011 CY32              | 15 de gener de 2011    | Mount Lemmon         | Mt. Lemmon Survey      |
| 429550 | 2011 CB34              | 17 de gener de 2007    | Kitt Peak            | Spacewatch             |
| 429551 | 2011 CR34              | 28 de gener de 2000    | Kitt Peak            | Spacewatch             |
| 429552 | 2011 CL37              | 13 d'abril de 2004     | Kitt Peak            | Spacewatch             |
| 429553 | 2011 CR39              | 16 de novembre de 2006 | Kitt Peak            | Spacewatch             |
| 429554 | 2011 CM54              | 21 de febrer de 2007   | Kitt Peak            | Spacewatch             |
| 429555 | 2011 CM56              | 27 de gener de 2011    | Mount Lemmon         | Mt. Lemmon Survey      |
| 429556 | 2011 CW72              | 5 de febrer de 2011    | Catalina             | CSS                    |
| 429557 | 2011 CE74              | 25 de març de 2007     | Mount Lemmon         | Mt. Lemmon Survey      |
| 429558 | 2011 CB75              | 7 de novembre de 2002  | Kitt Peak            | Spacewatch             |
| 429559 | 2011 CM76              | 11 de desembre de 2010 | Mount Lemmon         | Mt. Lemmon Survey      |
| 429560 | 2011 CS84              | 18 de gener de 1998    | Kitt Peak            | Spacewatch             |
| 429561 | 2011 CX85              | 27 de gener de 2011    | Kitt Peak            | Spacewatch             |
| 429562 | 2011 CK86              | 23 de març de 2003     | Kitt Peak            | Spacewatch             |
| 429563 | 2011 CO89              | 24 de gener de 2007    | Mount Lemmon         | Mt. Lemmon Survey      |
| 429564 | 2011 CZ104             | 1 de novembre de 2005  | Kitt Peak            | Spacewatch             |
| 429565 | 2011 CK106             | 25 d'octubre de 2005   | Kitt Peak            | Spacewatch             |
| 429566 | 2011 DK8               | 23 d'abril de 2007     | Kitt Peak            | Spacewatch             |
| 429567 | 2011 DY8               | 22 de febrer de 2011   | Kitt Peak            | Spacewatch             |
| 429568 | 2011 DC21              | 22 de setembre de 2009 | Mount Lemmon         | Mt. Lemmon Survey      |
| 429569 | 2011 DT26              | 10 de gener de 2007    | Mount Lemmon         | Mt. Lemmon Survey      |
| 429570 | 2011 DZ37              | 28 de gener de 2010    | WISE                 | WISE                   |
| 429571 | 2011 DL42              | 10 de febrer de 2011   | Mount Lemmon         | Mt. Lemmon Survey      |
| 429572 | 2011 EF1               | 28 de gener de 2007    | Kitt Peak            | Spacewatch             |
| 429573 | 2011 EK1               | 17 d'agost de 2009     | Kitt Peak            | Spacewatch             |
| 429574 | 2011 EP3               | 21 d'octubre de 2009   | Mount Lemmon         | Mt. Lemmon Survey      |
| 429575 | 2011 EW6               | 27 d'agost de 2009     | Kitt Peak            | Spacewatch             |
| 429576 | 2011 EF7               | 16 de gener de 2011    | Mount Lemmon         | Mt. Lemmon Survey      |
| 429577 | 2011 EP8               | 15 de desembre de 2006 | Kitt Peak            | Spacewatch             |
| 429578 | 2011 EC14              | 7 de desembre de 2005  | Catalina             | CSS                    |
| 429579 | 2011 EO16              | 26 de novembre de 2009 | Mount Lemmon         | Mt. Lemmon Survey      |
| 429580 | 2011 EC19              | 14 de març de 2007     | Kitt Peak            | Spacewatch             |
| 429581 | 2011 ET22              | 13 de març de 2007     | Kitt Peak            | Spacewatch             |
| 429582 | 2011 EE23              | 6 de maig de 2003      | Kitt Peak            | Spacewatch             |
| 429583 | 2011 EL28              | 27 de desembre de 2005 | Kitt Peak            | Spacewatch             |
| 429584 | 2011 EU29              | 8 de març de 2011      | Socorro              | LINEAR                 |
| 429585 | 2011 EQ36              | 13 de febrer de 2010   | WISE                 | WISE                   |
| 429586 | 2011 ET38              | 6 de març de 2011      | Kitt Peak            | Spacewatch             |
| 429587 | 2011 EP39              | 17 de novembre de 2009 | Mount Lemmon         | Mt. Lemmon Survey      |
| 429588 | 2011 EJ40              | 29 de març de 2007     | Kitt Peak            | Spacewatch             |
| 429589 | 2011 ED46              | 20 d'abril de 2007     | Kitt Peak            | Spacewatch             |
| 429590 | 2011 EY53              | 9 de març de 2011      | Kitt Peak            | Spacewatch             |
| 429591 | 2011 EB55              | 10 de setembre de 2004 | Kitt Peak            | Spacewatch             |
| 429592 | 2011 EV61              | 17 de novembre de 2009 | Mount Lemmon         | Mt. Lemmon Survey      |
| 429593 | 2011 EV63              | 23 de febrer de 2007   | Kitt Peak            | Spacewatch             |
| 429594 | 2011 EB68              | 7 d'octubre de 2004    | Kitt Peak            | Spacewatch             |
| 429595 | 2011 EE69              | 10 de març de 2011     | Kitt Peak            | Spacewatch             |
| 429596 | 2011 EA70              | 21 d'octubre de 2004   | Socorro              | LINEAR                 |
| 429597 | 2011 EO71              | 19 de març de 2010     | WISE                 | WISE                   |
| 429598 | 2011 EQ71              | 13 de març de 2007     | Mount Lemmon         | Mt. Lemmon Survey      |
| 429599 | 2011 EZ75              | 12 de novembre de 2005 | Kitt Peak            | Spacewatch             |
| 429600 | 2011 EM76              | 5 de març de 2011      | Catalina             | CSS                    |

## 429601– 429700
| Nom    | Designació provisional | Data de descobriment   | Lloc de descobriment | Descobridor/s        |
| ------ | ---------------------- | ---------------------- | -------------------- | -------------------- |
| 429601 | 2011 EJ77              | 2 d'octubre de 2009    | Mount Lemmon         | Mt. Lemmon Survey    |
| 429602 | 2011 EF80              | 29 de setembre de 2009 | Mount Lemmon         | Mt. Lemmon Survey    |
| 429603 | 2011 EX84              | 15 d'abril de 2007     | Kitt Peak            | Spacewatch           |
| 429604 | 2011 FP3               | 9 de febrer de 2011    | Mount Lemmon         | Mt. Lemmon Survey    |
| 429605 | 2011 FQ3               | 23 de setembre de 2008 | Mount Lemmon         | Mt. Lemmon Survey    |
| 429606 | 2011 FE4               | 8 d'octubre de 2004    | Kitt Peak            | Spacewatch           |
| 429607 | 2011 FD7               | 26 de març de 2007     | Kitt Peak            | Spacewatch           |
| 429608 | 2011 FH7               | 4 de març de 2011      | Kitt Peak            | Spacewatch           |
| 429609 | 2011 FH11              | 19 de novembre de 2009 | Catalina             | CSS                  |
| 429610 | 2011 FW11              | 9 de novembre de 2009  | Mount Lemmon         | Mt. Lemmon Survey    |
| 429611 | 2011 FS13              | 26 d'abril de 2003     | Kitt Peak            | Spacewatch           |
| 429612 | 2011 FG18              | 2 de desembre de 2005  | Mount Lemmon         | Mt. Lemmon Survey    |
| 429613 | 2011 FB19              | 18 d'abril de 2007     | Kitt Peak            | Spacewatch           |
| 429614 | 2011 FK19              | 6 de març de 2011      | Kitt Peak            | Spacewatch           |
| 429615 | 2011 FO22              | 11 de desembre de 2009 | Mount Lemmon         | Mt. Lemmon Survey    |
| 429616 | 2011 FD23              | 27 de gener de 2007    | Kitt Peak            | Spacewatch           |
| 429617 | 2011 FT30              | 1 d'octubre de 2008    | Kitt Peak            | Spacewatch           |
| 429618 | 2011 FK32              | 10 de desembre de 2005 | Kitt Peak            | Spacewatch           |
| 429619 | 2011 FB33              | 27 de setembre de 2008 | Mount Lemmon         | Mt. Lemmon Survey    |
| 429620 | 2011 FP34              | 25 d'abril de 2007     | Mount Lemmon         | Mt. Lemmon Survey    |
| 429621 | 2011 FG38              | 22 d'agost de 1995     | Kitt Peak            | Spacewatch           |
| 429622 | 2011 FD39              | 11 de setembre de 2004 | Kitt Peak            | Spacewatch           |
| 429623 | 2011 FK44              | 15 de març de 2007     | Kitt Peak            | Spacewatch           |
| 429624 | 2011 FV44              | 20 de març de 2007     | Kitt Peak            | Spacewatch           |
| 429625 | 2011 FE54              | 11 de setembre de 2004 | Kitt Peak            | Spacewatch           |
| 429626 | 2011 FG60              | 11 de març de 2011     | Kitt Peak            | Spacewatch           |
| 429627 | 2011 FN64              | 4 de març de 2011      | Kitt Peak            | Spacewatch           |
| 429628 | 2011 FR67              | 10 de gener de 2006    | Kitt Peak            | Spacewatch           |
| 429629 | 2011 FG68              | 20 d'abril de 2007     | Kitt Peak            | Spacewatch           |
| 429630 | 2011 FM80              | 19 de setembre de 2008 | Kitt Peak            | Spacewatch           |
| 429631 | 2011 FN80              | 5 d'octubre de 2004    | Kitt Peak            | Spacewatch           |
| 429632 | 2011 FU92              | 31 de gener de 2006    | Kitt Peak            | Spacewatch           |
| 429633 | 2011 FO93              | 4 de març de 2011      | Kitt Peak            | Spacewatch           |
| 429634 | 2011 FB105             | 21 de novembre de 2009 | Catalina             | CSS                  |
| 429635 | 2011 FZ110             | 23 d'octubre de 2004   | Kitt Peak            | Spacewatch           |
| 429636 | 2011 FH120             | 11 de gener de 2011    | Mount Lemmon         | Mt. Lemmon Survey    |
| 429637 | 2011 FP120             | 19 d'abril de 2007     | Kitt Peak            | Spacewatch           |
| 429638 | 2011 FW131             | 12 de març de 2007     | Kitt Peak            | Spacewatch           |
| 429639 | 2011 FB134             | 22 d'octubre de 2009   | Mount Lemmon         | Mt. Lemmon Survey    |
| 429640 | 2011 FT134             | 10 de febrer de 2011   | Mount Lemmon         | Mt. Lemmon Survey    |
| 429641 | 2011 FX138             | 10 de febrer de 2011   | Mount Lemmon         | Mt. Lemmon Survey    |
| 429642 | 2011 FK143             | 6 de desembre de 2005  | Kitt Peak            | Spacewatch           |
| 429643 | 2011 FQ144             | 2 d'octubre de 2008    | Kitt Peak            | Spacewatch           |
| 429644 | 2011 FV147             | 23 de setembre de 2008 | Kitt Peak            | Spacewatch           |
| 429645 | 2011 FH148             | 29 d'octubre de 2008   | Kitt Peak            | Spacewatch           |
| 429646 | 2011 FB150             | 25 d'abril de 2007     | Kitt Peak            | Spacewatch           |
| 429647 | 2011 FX155             | 10 de març de 2007     | Kitt Peak            | Spacewatch           |
| 429648 | 2011 GT1               | 8 de novembre de 2009  | Mount Lemmon         | Mt. Lemmon Survey    |
| 429649 | 2011 GU3               | 20 de novembre de 2009 | Kitt Peak            | Spacewatch           |
| 429650 | 2011 GF4               | 1 de març de 2011      | Mount Lemmon         | Mt. Lemmon Survey    |
| 429651 | 2011 GE12              | 3 de març de 2006      | Kitt Peak            | Spacewatch           |
| 429652 | 2011 GG13              | 21 de setembre de 2008 | Kitt Peak            | Spacewatch           |
| 429653 | 2011 GF25              | 26 d'octubre de 2008   | Mount Lemmon         | Mt. Lemmon Survey    |
| 429654 | 2011 GR27              | 22 d'abril de 2007     | Mount Lemmon         | Mt. Lemmon Survey    |
| 429655 | 2011 GS31              | 10 d'octubre de 2004   | Kitt Peak            | Spacewatch           |
| 429656 | 2011 GK32              | 2 de setembre de 2008  | Kitt Peak            | Spacewatch           |
| 429657 | 2011 GF44              | 11 de març de 2007     | Mount Lemmon         | Mt. Lemmon Survey    |
| 429658 | 2011 GP45              | 7 de setembre de 2008  | Mount Lemmon         | Mt. Lemmon Survey    |
| 429659 | 2011 GR46              | 28 de desembre de 2000 | Kitt Peak            | Spacewatch           |
| 429660 | 2011 GJ53              | 14 de març de 2011     | Catalina             | CSS                  |
| 429661 | 2011 GK55              | 13 de març de 2010     | WISE                 | WISE                 |
| 429662 | 2011 GR60              | 2 de març de 2011      | Kitt Peak            | Spacewatch           |
| 429663 | 2011 GZ60              | 7 de maig de 2007      | Kitt Peak            | Spacewatch           |
| 429664 | 2011 GA61              | 6 d'abril de 2011      | Mount Lemmon         | Mt. Lemmon Survey    |
| 429665 | 2011 GW61              | 18 d'agost de 2003     | Campo Imperatore     | CINEOS               |
| 429666 | 2011 GL64              | 26 de març de 2011     | Mount Lemmon         | Mt. Lemmon Survey    |
| 429667 | 2011 GN64              | 31 de gener de 2006    | Kitt Peak            | Spacewatch           |
| 429668 | 2011 GB67              | 10 de novembre de 2009 | Kitt Peak            | Spacewatch           |
| 429669 | 2011 GK67              | 22 d'abril de 2007     | Catalina             | CSS                  |
| 429670 | 2011 GA68              | 20 de desembre de 2009 | Mount Lemmon         | Mt. Lemmon Survey    |
| 429671 | 2011 GN75              | 27 de març de 2011     | Kitt Peak            | Spacewatch           |
| 429672 | 2011 GN81              | 7 de febrer de 2006    | Kitt Peak            | Spacewatch           |
| 429673 | 2011 GK84              | 28 d'octubre de 2008   | Mount Lemmon         | Mt. Lemmon Survey    |
| 429674 | 2011 GX87              | 20 de febrer de 2006   | Kitt Peak            | Spacewatch           |
| 429675 | 2011 HO1               | 11 d'abril de 2011     | Mount Lemmon         | Mt. Lemmon Survey    |
| 429676 | 2011 HZ2               | 22 d'agost de 2004     | Kitt Peak            | Spacewatch           |
| 429677 | 2011 HB5               | 15 de març de 2011     | Mount Lemmon         | Mt. Lemmon Survey    |
| 429678 | 2011 HA6               | 22 d'octubre de 2008   | Mount Lemmon         | Mt. Lemmon Survey    |
| 429679 | 2011 HE6               | 14 de març de 2007     | Siding Spring        | Siding Spring Survey |
| 429680 | 2011 HQ6               | 1 d'octubre de 2008    | Mount Lemmon         | Mt. Lemmon Survey    |
| 429681 | 2011 HZ6               | 24 de maig de 2006     | Kitt Peak            | Spacewatch           |
| 429682 | 2011 HV9               | 6 d'octubre de 2008    | Mount Lemmon         | Mt. Lemmon Survey    |
| 429683 | 2011 HC10              | 22 de setembre de 2008 | Socorro              | LINEAR               |
| 429684 | 2011 HY10              | 10 de maig de 2007     | Mount Lemmon         | Mt. Lemmon Survey    |
| 429685 | 2011 HA25              | 23 de setembre de 2008 | Kitt Peak            | Spacewatch           |
| 429686 | 2011 HJ25              | 1 de desembre de 2008  | Kitt Peak            | Spacewatch           |
| 429687 | 2011 HU29              | 10 d'abril de 2002     | Socorro              | LINEAR               |
| 429688 | 2011 HL33              | 8 de març de 2005      | Mount Lemmon         | Mt. Lemmon Survey    |
| 429689 | 2011 HT38              | 20 d'abril de 2007     | Mount Lemmon         | Mt. Lemmon Survey    |
| 429690 | 2011 HG43              | 4 de desembre de 2005  | Kitt Peak            | Spacewatch           |
| 429691 | 2011 HK43              | 4 de gener de 2006     | Kitt Peak            | Spacewatch           |
| 429692 | 2011 HT43              | 24 de maig de 2006     | Kitt Peak            | Spacewatch           |
| 429693 | 2011 HN51              | 8 de gener de 2010     | Kitt Peak            | Spacewatch           |
| 429694 | 2011 HW51              | 21 de novembre de 2009 | Mount Lemmon         | Mt. Lemmon Survey    |
| 429695 | 2011 HZ51              | 27 de juny de 1998     | Kitt Peak            | Spacewatch           |
| 429696 | 2011 HB55              | 18 de novembre de 2009 | Mount Lemmon         | Mt. Lemmon Survey    |
| 429697 | 2011 HC57              | 18 de desembre de 2009 | Kitt Peak            | Spacewatch           |
| 429698 | 2011 HK58              | 13 de març de 2010     | WISE                 | WISE                 |
| 429699 | 2011 HX62              | 14 de març de 2010     | WISE                 | WISE                 |
| 429700 | 2011 HL63              | 25 de febrer de 2006   | Mount Lemmon         | Mt. Lemmon Survey    |

## 429701– 429800
| Nom    | Designació provisional | Data de descobriment   | Lloc de descobriment | Descobridor/s        |
| ------ | ---------------------- | ---------------------- | -------------------- | -------------------- |
| 429701 | 2011 HO74              | 26 de gener de 2006    | Catalina             | CSS                  |
| 429702 | 2011 HM75              | 1 d'abril de 2011      | Mount Lemmon         | Mt. Lemmon Survey    |
| 429703 | 2011 HD76              | 12 de juny de 2007     | Kitt Peak            | Spacewatch           |
| 429704 | 2011 HL77              | 5 d'abril de 2011      | Kitt Peak            | Spacewatch           |
| 429705 | 2011 HL79              | 27 d'abril de 2011     | Kitt Peak            | Spacewatch           |
| 429706 | 2011 HU81              | 24 de setembre de 2008 | Mount Lemmon         | Mt. Lemmon Survey    |
| 429707 | 2011 HO89              | 28 de març de 2011     | Kitt Peak            | Spacewatch           |
| 429708 | 2011 HA95              | 10 d'abril de 2010     | WISE                 | WISE                 |
| 429709 | 2011 HN98              | 14 de març de 2011     | Kitt Peak            | Spacewatch           |
| 429710 | 2011 HC100             | 18 de desembre de 2009 | Mount Lemmon         | Mt. Lemmon Survey    |
| 429711 | 2011 HB101             | 28 de març de 2010     | WISE                 | WISE                 |
| 429712 | 2011 JF1               | 30 de novembre de 2005 | Mount Lemmon         | Mt. Lemmon Survey    |
| 429713 | 2011 JB2               | 17 d'abril de 2007     | Catalina             | CSS                  |
| 429714 | 2011 JS5               | 25 d'abril de 2007     | Mount Lemmon         | Mt. Lemmon Survey    |
| 429715 | 2011 JD7               | 12 de novembre de 2005 | Kitt Peak            | Spacewatch           |
| 429716 | 2011 JH12              | 13 d'abril de 2011     | Catalina             | CSS                  |
| 429717 | 2011 JZ26              | 6 de novembre de 2008  | Catalina             | CSS                  |
| 429718 | 2011 JT27              | 8 de maig de 2011      | Mount Lemmon         | Mt. Lemmon Survey    |
| 429719 | 2011 JB29              | 11 d'octubre de 2007   | Kitt Peak            | Spacewatch           |
| 429720 | 2011 JG29              | 8 de juny de 2007      | Kitt Peak            | Spacewatch           |
| 429721 | 2011 KW                | 20 de novembre de 2008 | Kitt Peak            | Spacewatch           |
| 429722 | 2011 KA2               | 30 d'abril de 2011     | Mount Lemmon         | Mt. Lemmon Survey    |
| 429723 | 2011 KS5               | 19 de novembre de 2008 | Kitt Peak            | Spacewatch           |
| 429724 | 2011 KA14              | 28 de febrer de 2010   | WISE                 | WISE                 |
| 429725 | 2011 KW22              | 9 de febrer de 2010    | Kitt Peak            | Spacewatch           |
| 429726 | 2011 KH24              | 21 de maig de 2011     | Mount Lemmon         | Mt. Lemmon Survey    |
| 429727 | 2011 KC26              | 25 de desembre de 2005 | Kitt Peak            | Spacewatch           |
| 429728 | 2011 KD28              | 17 de novembre de 2009 | Mount Lemmon         | Mt. Lemmon Survey    |
| 429729 | 2011 KF29              | 10 de juny de 2007     | Siding Spring        | Siding Spring Survey |
| 429730 | 2011 KQ43              | 24 de febrer de 2006   | Kitt Peak            | Spacewatch           |
| 429731 | 2011 KP47              | 19 de desembre de 2009 | Mount Lemmon         | Mt. Lemmon Survey    |
| 429732 | 2011 LZ8               | 30 de gener de 2009    | Mount Lemmon         | Mt. Lemmon Survey    |
| 429733 | 2011 LX10              | 6 de juny de 2011      | Catalina             | CSS                  |
| 429734 | 2011 LM11              | 17 de desembre de 2009 | Mount Lemmon         | Mt. Lemmon Survey    |
| 429735 | 2011 MA                | 19 de juny de 2011     | Siding Spring        | Siding Spring Survey |
| 429736 | 2011 MB2               | 24 de juny de 2011     | Siding Spring        | Siding Spring Survey |
| 429737 | 2011 NC1               | 28 de febrer de 2009   | Mount Lemmon         | Mt. Lemmon Survey    |
| 429738 | 2011 OD3               | 25 de febrer de 2004   | Socorro              | LINEAR               |
| 429739 | 2011 OA6               | 13 de juny de 2011     | Mount Lemmon         | Mt. Lemmon Survey    |
| 429740 | 2011 OD25              | 3 de febrer de 2009    | Mount Lemmon         | Mt. Lemmon Survey    |
| 429741 | 2011 OT59              | 17 de febrer de 2004   | Kitt Peak            | Spacewatch           |
| 429742 | 2011 QG28              | 25 de gener de 2009    | Kitt Peak            | Spacewatch           |
| 429743 | 2011 QP52              | 6 d'abril de 2005      | Mount Lemmon         | Mt. Lemmon Survey    |
| 429744 | 2011 QN53              | 22 de gener de 2010    | WISE                 | WISE                 |
| 429745 | 2011 QC66              | 29 de gener de 2010    | WISE                 | WISE                 |
| 429746 | 2011 SA16              | 18 de setembre de 2011 | Haleakala            | Pan-STARRS 1         |
| 429747 | 2011 SM61              | 16 de febrer de 2010   | WISE                 | WISE                 |
| 429748 | 2011 SD97              | 26 d'agost de 1998     | Kitt Peak            | Spacewatch           |
| 429749 | 2011 SC113             | 9 de març de 2005      | Socorro              | LINEAR               |
| 429750 | 2011 SC202             | 29 d'agost de 2000     | Socorro              | LINEAR               |
| 429751 | 2011 SS249             | 25 de desembre de 2009 | Kitt Peak            | Spacewatch           |
| 429752 | 2011 UO10              | 1 d'octubre de 2000    | Socorro              | LINEAR               |
| 429753 | 2011 UZ20              | 11 d'abril de 2010     | Kitt Peak            | Spacewatch           |
| 429754 | 2011 UB29              | 16 de juny de 2005     | Kitt Peak            | Spacewatch           |
| 429755 | 2011 UM106             | 23 d'octubre de 2011   | Kitt Peak            | Spacewatch           |
| 429756 | 2011 UW159             | 10 d'abril de 2010     | Kitt Peak            | Spacewatch           |
| 429757 | 2011 UV271             | 20 de març de 2010     | Kitt Peak            | Spacewatch           |
| 429758 | 2011 WO65              | 12 d'octubre de 2010   | Mount Lemmon         | Mt. Lemmon Survey    |
| 429759 | 2011 WR72              | 21 de setembre de 2008 | Mount Lemmon         | Mt. Lemmon Survey    |
| 429760 | 2011 WV129             | 28 de maig de 2000     | Socorro              | LINEAR               |
| 429761 | 2012 BP134             | 27 d'agost de 2005     | Anderson Mesa        | LONEOS               |
| 429762 | 2012 DN13              | 21 de febrer de 2012   | Kitt Peak            | Spacewatch           |
| 429763 | 2012 DN15              | 20 de febrer de 2012   | Kitt Peak            | Spacewatch           |
| 429764 | 2012 DZ43              | 6 de setembre de 2002  | Socorro              | LINEAR               |
| 429765 | 2012 DF45              | 14 d'octubre de 2010   | Mount Lemmon         | Mt. Lemmon Survey    |
| 429766 | 2012 DY45              | 26 de febrer de 2012   | Kitt Peak            | Spacewatch           |
| 429767 | 2012 DA56              | 7 de gener de 2002     | Kitt Peak            | Spacewatch           |
| 429768 | 2012 DX73              | 5 de setembre de 2010  | Mount Lemmon         | Mt. Lemmon Survey    |
| 429769 | 2012 DJ76              | 3 de setembre de 2010  | Mount Lemmon         | Mt. Lemmon Survey    |
| 429770 | 2012 DP79              | 21 de febrer de 2001   | Socorro              | LINEAR               |
| 429771 | 2012 EF1               | 14 de novembre de 2007 | Kitt Peak            | Spacewatch           |
| 429772 | 2012 EO12              | 16 d'octubre de 2007   | Mount Lemmon         | Mt. Lemmon Survey    |
| 429773 | 2012 FU4               | 4 de setembre de 2010  | Mount Lemmon         | Mt. Lemmon Survey    |
| 429774 | 2012 FT29              | 2 d'abril de 2009      | Kitt Peak            | Spacewatch           |
| 429775 | 2012 FT52              | 2 de febrer de 2005    | Kitt Peak            | Spacewatch           |
| 429776 | 2012 GK1               | 8 de febrer de 2008    | Kitt Peak            | Spacewatch           |
| 429777 | 2012 GS21              | 20 de setembre de 2006 | Catalina             | CSS                  |
| 429778 | 2012 GK22              | 14 de desembre de 2010 | Mount Lemmon         | Mt. Lemmon Survey    |
| 429779 | 2012 GZ26              | 27 de setembre de 2000 | Kitt Peak            | Spacewatch           |
| 429780 | 2012 GB37              | 19 de setembre de 2006 | Kitt Peak            | Spacewatch           |
| 429781 | 2012 GX37              | 6 de maig de 2005      | Catalina             | CSS                  |
| 429782 | 2012 GY39              | 26 d'abril de 2001     | Anderson Mesa        | LONEOS               |
| 429783 | 2012 HZ6               | 28 de març de 2012     | Kitt Peak            | Spacewatch           |
| 429784 | 2012 HJ7               | 18 d'abril de 2012     | Kitt Peak            | Spacewatch           |
| 429785 | 2012 HA18              | 10 de gener de 2008    | Mount Lemmon         | Mt. Lemmon Survey    |
| 429786 | 2012 HO21              | 17 de juny de 2009     | Kitt Peak            | Spacewatch           |
| 429787 | 2012 HP23              | 19 d'octubre de 2006   | Kitt Peak            | Spacewatch           |
| 429788 | 2012 HN27              | 10 de març de 2005     | Mount Lemmon         | Mt. Lemmon Survey    |
| 429789 | 2012 HR27              | 14 de març de 2012     | Mount Lemmon         | Mt. Lemmon Survey    |
| 429790 | 2012 HT27              | 11 d'abril de 2005     | Kitt Peak            | Spacewatch           |
| 429791 | 2012 HB29              | 6 de novembre de 2010  | Mount Lemmon         | Mt. Lemmon Survey    |
| 429792 | 2012 HJ37              | 23 de febrer de 2012   | Mount Lemmon         | Mt. Lemmon Survey    |
| 429793 | 2012 HU37              | 21 d'abril de 2002     | Kitt Peak            | Spacewatch           |
| 429794 | 2012 HH39              | 17 de desembre de 2007 | Mount Lemmon         | Mt. Lemmon Survey    |
| 429795 | 2012 HE55              | 10 de març de 2005     | Anderson Mesa        | LONEOS               |
| 429796 | 2012 HW55              | 9 de febrer de 2005    | Kitt Peak            | Spacewatch           |
| 429797 | 2012 HQ58              | 25 de setembre de 2006 | Kitt Peak            | Spacewatch           |
| 429798 | 2012 HN67              | 5 de desembre de 2007  | Kitt Peak            | Spacewatch           |
| 429799 | 2012 HJ82              | 1 de maig de 2003      | Kitt Peak            | Spacewatch           |
| 429800 | 2012 HT83              | 6 de març de 2008      | Mount Lemmon         | Mt. Lemmon Survey    |

## 429801– 429900
| Nom    | Designació provisional | Data de descobriment   | Lloc de descobriment | Descobridor/s        |
| ------ | ---------------------- | ---------------------- | -------------------- | -------------------- |
| 429801 | 2012 JW1               | 26 de gener de 2011    | Mount Lemmon         | Mt. Lemmon Survey    |
| 429802 | 2012 JL2               | 28 de febrer de 2008   | Kitt Peak            | Spacewatch           |
| 429803 | 2012 JX8               | 19 d'octubre de 2003   | Kitt Peak            | Spacewatch           |
| 429804 | 2012 JM12              | 2 d'octubre de 2005    | Mount Lemmon         | Mt. Lemmon Survey    |
| 429805 | 2012 JY15              | 28 d'abril de 2012     | Mount Lemmon         | Mt. Lemmon Survey    |
| 429806 | 2012 JB17              | 31 de desembre de 2007 | Kitt Peak            | Spacewatch           |
| 429807 | 2012 JT20              | 14 de novembre de 2010 | Mount Lemmon         | Mt. Lemmon Survey    |
| 429808 | 2012 JD24              | 6 de març de 2008      | Mount Lemmon         | Mt. Lemmon Survey    |
| 429809 | 2012 JW24              | 8 de desembre de 1996  | Kitt Peak            | Spacewatch           |
| 429810 | 2012 JY25              | 9 de febrer de 2008    | Kitt Peak            | Spacewatch           |
| 429811 | 2012 JM50              | 8 de maig de 2005      | Mount Lemmon         | Mt. Lemmon Survey    |
| 429812 | 2012 JP50              | 4 de desembre de 2007  | Mount Lemmon         | Mt. Lemmon Survey    |
| 429813 | 2012 JW58              | 29 de març de 2012     | Kitt Peak            | Spacewatch           |
| 429814 | 2012 KB3               | 27 de novembre de 2010 | Mount Lemmon         | Mt. Lemmon Survey    |
| 429815 | 2012 KM15              | 5 de maig de 2008      | Mount Lemmon         | Mt. Lemmon Survey    |
| 429816 | 2012 KR32              | 28 de febrer de 2008   | Kitt Peak            | Spacewatch           |
| 429817 | 2012 KG38              | 28 de maig de 2008     | Mount Lemmon         | Mt. Lemmon Survey    |
| 429818 | 2012 KN43              | 3 de juliol de 2005    | Mount Lemmon         | Mt. Lemmon Survey    |
| 429819 | 2012 KR46              | 21 de maig de 2012     | Mount Lemmon         | Mt. Lemmon Survey    |
| 429820 | 2012 KC48              | 22 d'octubre de 2003   | Kitt Peak            | Spacewatch           |
| 429821 | 2012 KO48              | 18 de febrer de 2008   | Mount Lemmon         | Mt. Lemmon Survey    |
| 429822 | 2012 KK51              | 13 de gener de 2011    | Kitt Peak            | Spacewatch           |
| 429823 | 2012 LX21              | 24 de novembre de 1997 | Kitt Peak            | Spacewatch           |
| 429824 | 2012 MC8               | 30 de maig de 2012     | Mount Lemmon         | Mt. Lemmon Survey    |
| 429825 | 2012 NW1               | 18 de desembre de 2009 | Kitt Peak            | Spacewatch           |
| 429826 | 2012 PS                | 5 de desembre de 2008  | Mount Lemmon         | Mt. Lemmon Survey    |
| 429827 | 2012 PS3               | 19 de setembre de 2003 | Kitt Peak            | Spacewatch           |
| 429828 | 2012 PC4               | 10 de setembre de 2007 | Kitt Peak            | Spacewatch           |
| 429829 | 2012 PU4               | 5 de setembre de 2008  | Kitt Peak            | Spacewatch           |
| 429830 | 2012 PK12              | 18 de desembre de 2003 | Kitt Peak            | Spacewatch           |
| 429831 | 2012 PB15              | 30 de maig de 2006     | Mount Lemmon         | Mt. Lemmon Survey    |
| 429832 | 2012 PF22              | 26 de gener de 2006    | Mount Lemmon         | Mt. Lemmon Survey    |
| 429833 | 2012 PM30              | 30 de gener de 2011    | Mount Lemmon         | Mt. Lemmon Survey    |
| 429834 | 2012 PW33              | 20 de novembre de 2008 | Kitt Peak            | Spacewatch           |
| 429835 | 2012 PX36              | 20 de desembre de 2009 | Mount Lemmon         | Mt. Lemmon Survey    |
| 429836 | 2012 QB7               | 22 de desembre de 2008 | Mount Lemmon         | Mt. Lemmon Survey    |
| 429837 | 2012 QR9               | 9 de gener de 2011     | Mount Lemmon         | Mt. Lemmon Survey    |
| 429838 | 2012 QU18              | 9 d'octubre de 2007    | Mount Lemmon         | Mt. Lemmon Survey    |
| 429839 | 2012 QC25              | 25 de febrer de 2011   | Kitt Peak            | Spacewatch           |
| 429840 | 2012 QD27              | 24 d'agost de 2001     | Kitt Peak            | Spacewatch           |
| 429841 | 2012 QN34              | 15 de febrer de 2010   | Mount Lemmon         | Mt. Lemmon Survey    |
| 429842 | 2012 QP34              | 25 d'agost de 2012     | Kitt Peak            | Spacewatch           |
| 429843 | 2012 QB35              | 13 de març de 2010     | Kitt Peak            | Spacewatch           |
| 429844 | 2012 QL39              | 29 de setembre de 1994 | Kitt Peak            | Spacewatch           |
| 429845 | 2012 QX40              | 25 d'abril de 2004     | Socorro              | LINEAR               |
| 429846 | 2012 QK41              | 24 de març de 2006     | Catalina             | CSS                  |
| 429847 | 2012 QK44              | 30 d'octubre de 2005   | Kitt Peak            | Spacewatch           |
| 429848 | 2012 QA46              | 25 d'octubre de 2008   | Kitt Peak            | Spacewatch           |
| 429849 | 2012 QC51              | 10 de juny de 2010     | WISE                 | WISE                 |
| 429850 | 2012 RA4               | 28 d'octubre de 2008   | Kitt Peak            | Spacewatch           |
| 429851 | 2012 RP5               | 5 de setembre de 2007  | Mount Lemmon         | Mt. Lemmon Survey    |
| 429852 | 2012 RW7               | 23 de gener de 2006    | Kitt Peak            | Spacewatch           |
| 429853 | 2012 RH9               | 28 d'agost de 2006     | Kitt Peak            | Spacewatch           |
| 429854 | 2012 RD15              | 22 de setembre de 2003 | Kitt Peak            | Spacewatch           |
| 429855 | 2012 RF18              | 13 de setembre de 1996 | Kitt Peak            | Spacewatch           |
| 429856 | 2012 RH18              | 2 de desembre de 2008  | Kitt Peak            | Spacewatch           |
| 429857 | 2012 RG20              | 24 de setembre de 2008 | Kitt Peak            | Spacewatch           |
| 429858 | 2012 RC28              | 28 de febrer de 2009   | Mount Lemmon         | Mt. Lemmon Survey    |
| 429859 | 2012 RA31              | 1 de febrer de 2009    | Mount Lemmon         | Mt. Lemmon Survey    |
| 429860 | 2012 RN31              | 15 de juny de 2004     | Siding Spring        | Siding Spring Survey |
| 429861 | 2012 RG38              | 2 de novembre de 2007  | Mount Lemmon         | Mt. Lemmon Survey    |
| 429862 | 2012 SO6               | 13 de gener de 2005    | Socorro              | LINEAR               |
| 429863 | 2012 SQ9               | 9 de novembre de 2007  | Mount Lemmon         | Mt. Lemmon Survey    |
| 429864 | 2012 SQ10              | 19 de setembre de 2012 | Mount Lemmon         | Mt. Lemmon Survey    |
| 429865 | 2012 SX11              | 10 d'agost de 2007     | Kitt Peak            | Spacewatch           |
| 429866 | 2012 SH14              | 17 de setembre de 2012 | Kitt Peak            | Spacewatch           |
| 429867 | 2012 SV15              | 15 de setembre de 2006 | Kitt Peak            | Spacewatch           |
| 429868 | 2012 SO18              | 8 de novembre de 2007  | Socorro              | LINEAR               |
| 429869 | 2012 ST19              | 17 de gener de 2010    | WISE                 | WISE                 |
| 429870 | 2012 SC21              | 14 de febrer de 2004   | Kitt Peak            | Spacewatch           |
| 429871 | 2012 SX24              | 14 d'octubre de 2001   | Socorro              | LINEAR               |
| 429872 | 2012 SC30              | 15 de març de 2010     | Kitt Peak            | Spacewatch           |
| 429873 | 2012 SZ31              | 7 d'abril de 2005      | Kitt Peak            | Spacewatch           |
| 429874 | 2012 SS39              | 18 de febrer de 2010   | Mount Lemmon         | Mt. Lemmon Survey    |
| 429875 | 2012 SY40              | 21 de setembre de 2008 | Kitt Peak            | Spacewatch           |
| 429876 | 2012 SO42              | 15 de setembre de 2007 | Mount Lemmon         | Mt. Lemmon Survey    |
| 429877 | 2012 SL46              | 1 de març de 2011      | Mount Lemmon         | Mt. Lemmon Survey    |
| 429878 | 2012 SO51              | 28 de gener de 2000    | Kitt Peak            | Spacewatch           |
| 429879 | 2012 SR51              | 13 de setembre de 2007 | Kitt Peak            | Spacewatch           |
| 429880 | 2012 SM62              | 3 de febrer de 2009    | Kitt Peak            | Spacewatch           |
| 429881 | 2012 TL3               | 16 de setembre de 2012 | Mount Lemmon         | Mt. Lemmon Survey    |
| 429882 | 2012 TM7               | 14 de maig de 2005     | Mount Lemmon         | Mt. Lemmon Survey    |
| 429883 | 2012 TD14              | 3 de març de 2009      | Kitt Peak            | Spacewatch           |
| 429884 | 2012 TE16              | 26 de setembre de 2003 | Socorro              | LINEAR               |
| 429885 | 2012 TT16              | 15 de setembre de 2007 | Mount Lemmon         | Mt. Lemmon Survey    |
| 429886 | 2012 TG21              | 12 d'octubre de 2004   | Kitt Peak            | Spacewatch           |
| 429887 | 2012 TS25              | 14 d'octubre de 2007   | Kitt Peak            | Spacewatch           |
| 429888 | 2012 TY35              | 20 de setembre de 2008 | Kitt Peak            | Spacewatch           |
| 429889 | 2012 TH38              | 25 de gener de 2009    | Kitt Peak            | Spacewatch           |
| 429890 | 2012 TQ42              | 4 de setembre de 2007  | Mount Lemmon         | Mt. Lemmon Survey    |
| 429891 | 2012 TY49              | 15 d'octubre de 2001   | Kitt Peak            | Spacewatch           |
| 429892 | 2012 TU69              | 9 de setembre de 2007  | Kitt Peak            | Spacewatch           |
| 429893 | 2012 TB70              | 11 d'abril de 2005     | Mount Lemmon         | Mt. Lemmon Survey    |
| 429894 | 2012 TO72              | 6 de juny de 2006      | Mount Lemmon         | Mt. Lemmon Survey    |
| 429895 | 2012 TB79              | 12 de març de 2011     | Siding Spring        | Siding Spring Survey |
| 429896 | 2012 TU87              | 11 d'abril de 2010     | Mount Lemmon         | Mt. Lemmon Survey    |
| 429897 | 2012 TS90              | 2 de novembre de 2007  | Kitt Peak            | Spacewatch           |
| 429898 | 2012 TR91              | 5 de desembre de 2008  | Kitt Peak            | Spacewatch           |
| 429899 | 2012 TV91              | 3 de setembre de 2007  | Catalina             | CSS                  |
| 429900 | 2012 TG94              | 22 d'abril de 2007     | Catalina             | CSS                  |

## 429901–430000
| Nom    | Designació provisional | Data de descobriment   | Lloc de descobriment | Descobridor/s          |
| ------ | ---------------------- | ---------------------- | -------------------- | ---------------------- |
| 429901 | 2012 TO96              | 20 d'octubre de 2006   | Kitt Peak            | Spacewatch             |
| 429902 | 2012 TZ96              | 14 de març de 2011     | Mount Lemmon         | Mt. Lemmon Survey      |
| 429903 | 2012 TF101             | 19 de setembre de 2006 | Catalina             | CSS                    |
| 429904 | 2012 TG103             | 10 d'abril de 2010     | Mount Lemmon         | Mt. Lemmon Survey      |
| 429905 | 2012 TA108             | 5 d'abril de 1994      | Kitt Peak            | Spacewatch             |
| 429906 | 2012 TV126             | 16 de març de 2010     | Mount Lemmon         | Mt. Lemmon Survey      |
| 429907 | 2012 TU134             | 19 d'octubre de 1995   | Kitt Peak            | Spacewatch             |
| 429908 | 2012 TN138             | 21 d'octubre de 2007   | Mount Lemmon         | Mt. Lemmon Survey      |
| 429909 | 2012 TK139             | 7 de novembre de 2007  | Kitt Peak            | Spacewatch             |
| 429910 | 2012 TK141             | 1 de febrer de 2009    | Mount Lemmon         | Mt. Lemmon Survey      |
| 429911 | 2012 TG148             | 19 d'agost de 2006     | Kitt Peak            | Spacewatch             |
| 429912 | 2012 TM152             | 5 d'abril de 2005      | Mount Lemmon         | Mt. Lemmon Survey      |
| 429913 | 2012 TR152             | 14 de setembre de 2007 | Mount Lemmon         | Mt. Lemmon Survey      |
| 429914 | 2012 TN167             | 9 de novembre de 2007  | Kitt Peak            | Spacewatch             |
| 429915 | 2012 TU169             | 15 d'abril de 2007     | Kitt Peak            | Spacewatch             |
| 429916 | 2012 TB171             | 17 d'abril de 2005     | Kitt Peak            | Spacewatch             |
| 429917 | 2012 TF174             | 9 de setembre de 2004  | Kitt Peak            | Spacewatch             |
| 429918 | 2012 TY179             | 4 de setembre de 2007  | Mount Lemmon         | Mt. Lemmon Survey      |
| 429919 | 2012 TR185             | 18 de gener de 2009    | XuYi                 | PMO NEO Survey Program |
| 429920 | 2012 TQ200             | 1 de novembre de 2005  | Mount Lemmon         | Mt. Lemmon Survey      |
| 429921 | 2012 TT210             | 15 de setembre de 2012 | Catalina             | CSS                    |
| 429922 | 2012 TN218             | 15 de setembre de 2006 | Kitt Peak            | Spacewatch             |
| 429923 | 2012 TQ221             | 14 de novembre de 2007 | Kitt Peak            | Spacewatch             |
| 429924 | 2012 TR223             | 4 de setembre de 2007  | Kitt Peak            | Spacewatch             |
| 429925 | 2012 TD228             | 28 de setembre de 2006 | Kitt Peak            | Spacewatch             |
| 429926 | 2012 TF234             | 12 de setembre de 2007 | Anderson Mesa        | LONEOS                 |
| 429927 | 2012 TW238             | 18 de març de 2004     | Kitt Peak            | Spacewatch             |
| 429928 | 2012 TP240             | 13 de maig de 2005     | Kitt Peak            | Spacewatch             |
| 429929 | 2012 TD253             | 2 de febrer de 2009    | Kitt Peak            | Spacewatch             |
| 429930 | 2012 TX265             | 28 d'agost de 2006     | Kitt Peak            | Spacewatch             |
| 429931 | 2012 TF274             | 17 de març de 2004     | Kitt Peak            | Spacewatch             |
| 429932 | 2012 TS275             | 18 de novembre de 2001 | Kitt Peak            | Spacewatch             |
| 429933 | 2012 TS284             | 29 de desembre de 2008 | Mount Lemmon         | Mt. Lemmon Survey      |
| 429934 | 2012 TC286             | 7 d'octubre de 2004    | Kitt Peak            | Spacewatch             |
| 429935 | 2012 TD287             | 1 de gener de 2009     | Mount Lemmon         | Mt. Lemmon Survey      |
| 429936 | 2012 TW287             | 20 d'octubre de 2006   | Mount Lemmon         | Mt. Lemmon Survey      |
| 429937 | 2012 TG302             | 16 de setembre de 2006 | Anderson Mesa        | LONEOS                 |
| 429938 | 2012 TU307             | 20 de gener de 2009    | Mount Lemmon         | Mt. Lemmon Survey      |
| 429939 | 2012 TG309             | 27 d'agost de 2006     | Kitt Peak            | Spacewatch             |
| 429940 | 2012 TU312             | 19 de setembre de 1995 | Kitt Peak            | Spacewatch             |
| 429941 | 2012 TC313             | 7 de juny de 2008      | Catalina             | CSS                    |
| 429942 | 2012 TF313             | 6 d'octubre de 2007    | Kitt Peak            | Spacewatch             |
| 429943 | 2012 TZ314             | 2 d'octubre de 1991    | Kitt Peak            | Spacewatch             |
| 429944 | 2012 UZ4               | 14 de febrer de 2010   | Kitt Peak            | Spacewatch             |
| 429945 | 2012 UP8               | 7 d'abril de 2005      | Kitt Peak            | Spacewatch             |
| 429946 | 2012 UA11              | 2 de novembre de 2008  | Kitt Peak            | Spacewatch             |
| 429947 | 2012 UH24              | 18 d'agost de 2006     | Kitt Peak            | Spacewatch             |
| 429948 | 2012 UK37              | 22 de febrer de 2009   | Kitt Peak            | Spacewatch             |
| 429949 | 2012 UO46              | 14 de febrer de 2010   | Mount Lemmon         | Mt. Lemmon Survey      |
| 429950 | 2012 UA99              | 10 d'abril de 2010     | Mount Lemmon         | Mt. Lemmon Survey      |
| 429951 | 2012 UU112             | 11 de setembre de 2006 | Kitt Peak            | Spacewatch             |
| 429952 | 2012 UZ113             | 15 de setembre de 2006 | Kitt Peak            | Spacewatch             |
| 429953 | 2012 UR139             | 14 de setembre de 2006 | Catalina             | CSS                    |
| 429954 | 2012 UL140             | 10 d'octubre de 2012   | Mount Lemmon         | Mt. Lemmon Survey      |
| 429955 | 2012 UM157             | 20 de setembre de 2001 | Socorro              | LINEAR                 |
| 429956 | 2012 US168             | 1 de setembre de 2007  | Kitt Peak            | Spacewatch             |
| 429957 | 2012 UG172             | 8 d'octubre de 2012    | Mount Lemmon         | Mt. Lemmon Survey      |
| 429958 | 2012 UQ176             | 20 de setembre de 2007 | Kitt Peak            | Spacewatch             |
| 429959 | 2012 VB14              | 16 de setembre de 2003 | Kitt Peak            | Spacewatch             |
| 429960 | 2012 VD29              | 11 de febrer de 2010   | WISE                 | WISE                   |
| 429961 | 2012 VS50              | 19 de setembre de 2006 | Kitt Peak            | Spacewatch             |
| 429962 | 2012 VV61              | 7 de maig de 2010      | Mount Lemmon         | Mt. Lemmon Survey      |
| 429963 | 2012 VR64              | 5 de novembre de 2007  | Kitt Peak            | Spacewatch             |
| 429964 | 2012 VX64              | 11 d'octubre de 2007   | Kitt Peak            | Spacewatch             |
| 429965 | 2012 VG65              | 10 d'abril de 2010     | Kitt Peak            | Spacewatch             |
| 429966 | 2012 VK81              | 12 de novembre de 2012 | Mount Lemmon         | Mt. Lemmon Survey      |
| 429967 | 2012 XC51              | 2 de desembre de 2005  | Kitt Peak            | Spacewatch             |
| 429968 | 2012 XF114             | 2 de febrer de 2009    | Mount Lemmon         | Mt. Lemmon Survey      |
| 429969 | 2013 AU32              | 9 de setembre de 2008  | Mount Lemmon         | Mt. Lemmon Survey      |
| 429970 | 2013 AQ54              | 3 de juny de 1995      | Kitt Peak            | Spacewatch             |
| 429971 | 2013 AH60              | 27 de setembre de 2006 | Catalina             | CSS                    |
| 429972 | 2013 AR131             | 25 de juliol de 2010   | WISE                 | WISE                   |
| 429973 | 2013 AH144             | 18 de setembre de 2009 | Kitt Peak            | Spacewatch             |
| 429974 | 2013 BM26              | 20 de febrer de 2002   | Kitt Peak            | Spacewatch             |
| 429975 | 2013 CP210             | 10 de gener de 2013    | Kitt Peak            | Spacewatch             |
| 429976 | 2013 JG1               | 20 de novembre de 2006 | Kitt Peak            | Spacewatch             |
| 429977 | 2013 LN7               | 11 de gener de 2010    | Kitt Peak            | Spacewatch             |
| 429978 | 2013 LC11              | 3 de novembre de 2007  | Mount Lemmon         | Mt. Lemmon Survey      |
| 429979 | 2013 LH30              | 16 de març de 2007     | Catalina             | CSS                    |
| 429980 | 2013 MM4               | 4 de desembre de 2010  | Mount Lemmon         | Mt. Lemmon Survey      |
| 429981 | 2013 NE                | 26 de desembre de 2006 | Kitt Peak            | Spacewatch             |
| 429982 | 2013 NV11              | 9 de desembre de 2006  | Kitt Peak            | Spacewatch             |
| 429983 | 2013 OA5               | 7 de desembre de 1999  | Kitt Peak            | Spacewatch             |
| 429984 | 2013 PF3               | 23 de setembre de 2000 | Socorro              | LINEAR                 |
| 429985 | 2013 PS7               | 21 de febrer de 2012   | Kitt Peak            | Spacewatch             |
| 429986 | 2013 PE28              | 2 de gener de 2011     | Mount Lemmon         | Mt. Lemmon Survey      |
| 429987 | 2013 PC36              | 29 de setembre de 2009 | Mount Lemmon         | Mt. Lemmon Survey      |
| 429988 | 2013 PZ36              | 1 d'octubre de 2003    | Anderson Mesa        | LONEOS                 |
| 429989 | 2013 PK37              | 3 de novembre de 2005  | Mount Lemmon         | Mt. Lemmon Survey      |
| 429990 | 2013 PL37              | 2 de novembre de 2006  | Mount Lemmon         | Mt. Lemmon Survey      |
| 429991 | 2013 PR37              | 31 d'octubre de 2010   | Kitt Peak            | Spacewatch             |
| 429992 | 2013 PU38              | 18 de juny de 2005     | Mount Lemmon         | Mt. Lemmon Survey      |
| 429993 | 2013 PN56              | 4 de desembre de 2005  | Mount Lemmon         | Mt. Lemmon Survey      |
| 429994 | 2013 PG68              | 9 de novembre de 2009  | Catalina             | CSS                    |
| 429995 | 2013 QQ3               | 26 de setembre de 2006 | Mount Lemmon         | Mt. Lemmon Survey      |
| 429996 | 2013 QC13              | 26 de novembre de 2009 | Mount Lemmon         | Mt. Lemmon Survey      |
| 429997 | 2013 QH18              | 14 de febrer de 2010   | Mount Lemmon         | Mt. Lemmon Survey      |
| 429998 | 2013 QM26              | 13 de desembre de 2010 | Mount Lemmon         | Mt. Lemmon Survey      |
| 429999 | 2013 QJ30              | 17 d'agost de 2009     | Catalina             | CSS                    |
| 430000 | 2013 QT44              | 27 d'octubre de 2009   | Mount Lemmon         | Mt. Lemmon Survey      |